# Sport in den Vereinigten Staaten
Sport in den Vereinigten Staaten spielt unter kulturellen, gesellschaftlichen, politischen und wirtschaftlichen Aspekten eine bedeutende Rolle in der US-amerikanischen Gegenwart und Geschichte. Sport diente und dient in der Imagination des amerikanischen Volkes seiner moralischen Bestimmung und verkörperte seine Selbstsicht und die seiner Einwanderer und seiner gesellschaftlichen Klassen. Im Sport kulminiert das Selbstverständnis und die gesellschaftlichen Moral- und Rollenvorstellungen der amerikanischen Gesellschaft, teilweise in Opposition zur herkömmlichen Sporterziehung.

## Geschichte
Die Ursprünge des Sports in den Vereinigten Staaten gehen auf das hawaiianische Wellenreiten, das Chunkey-Spiel der präkolumbischen Mississippi-Kultur von Cahokia im Südosten und im mittleren Westen sowie das 1634 erstmals erwähnte Lacrosse-Spiel der First Nations an den Großen Seen und der Ostküste zurück. Die Puritaner der Neuengland-Staaten hingegen übten sich im Reitsport, Springen, Ringen, Gewichtheben, jeder Art von Rennsport, Kegeln und Schießen in moderater Intensität. Gesellschaftlich akzeptabel waren produktive Aktivitäten wie Jagen und Fischen sowie alles, was die Arbeitskraft aufrechterhielt und Melancholie abhielt. Kritisch betrachtet wurden Tennis und Handball wegen ihrer Verknüpfung mit der etablierten Kirche und der müßiggehenden englischen Elite sowie Mannschaftssportarten, da sie geeignet waren, die Sabbatregeln zu verletzen. Sie waren jedoch nicht so geächtet wie das Theater, während promiskuitiver Tanz unter Umständen sogar akzeptiert war.
In den südlichen Bundesstaaten setzte sich dagegen die anglikanische Kirche und damit die wilden und exzessiven, dem englischen Klassenbewusstsein folgenden Sportarten des englischen Landlebens von Virginia ausgehend durch, also Pferderennen, Fuchsjagd, verstümmelnde Kneipenkämpfe einer urbanen Junggesellen-Kultur und Tiersportarten wie Hahnenkampf, Bear- und Bullbaiting oder Gänsereiten, die mit Ausnahme des Pferderennens in der englischen Sprache als sport im Gegensatz zu den moderneren sports bezeichnet werden. In einer von Grund auf liberalen und individualistischen Abstraktion der britischen Aristokratie hatte sich ein „Adel“ aus vielleicht einhundert Pflanzerfamilien gebildet. Untereinander duellierten sie sich in quarter horse races über die Länge einer Viertelmeile und in Kartenspielen wie Put, Piquet und Whist sowie Backgammon mit Haupt- und Nebenwetten in absurder Höhe, die den ökonomischen Risiken des Tabakanbaus glichen.
Die Mittelatlantikstaaten folgten zunächst dem kalvinistischen Ideal der nördlichen Staaten, bildeten aber auf der Grundlage sich ausdehnender urbaner Ballungszentren in Pennsylvania und New York die ersten sensationsheischenden Sportspektakel heraus, bei denen sich zuweilen des publikumswirksamen Exzesses der englischen Südstaaten-Sportarten bedient wurde, das ihnen innewohnende Klassenbewusstsein aber durch Professionalisierung und Kommerz ersetzt wurde. So hielt sich Blutsport in Form von Hahnen- und Hundekämpfen sowie Ratbaiting in New York durch alle Schichten hindurch bis in die 1880er Jahre und wurde erst dann durch die Ächtung der 1866 gegründeten American Society for the Prevention of Cruelty to Animals (ASPCA) ins gesellschaftliche Aus gedrängt.
Der erste „Nationalsport“ der jungen Vereinigten Staaten war aber das Pferderennen. The Great Match Race (dt.: „Das große Wettrennen“) am 27. Mai 1823 auf Long Island in New York etwa zog 60.000 Zuschauer an, darunter Andrew Jackson, Daniel D. Tompkins und Aaron Burr. In der Mitte des 19. Jahrhunderts etablierte sich in der Enge der Städte insbesondere im Norden vorübergehend das Trabrennen als beliebtester Zuschauersport sowie Ruhm und Geld verheißender Pedestriantismus und das Boxen mit bloßen Händen sowie Billard, denen trotz moderner Elemente jedoch nicht immer der Übergang in die Moderne gelang.
Auch wenn Körperlichkeit im Viktorianischen Zeitalter mit Misstrauen begegnet wurde, formte sich zunächst in England 1844 eine Allianz aus Religion, Moral und Sport, die 1851 von amerikanischer Seite aufgegriffen wurde, was in der Gründung der Young Men’s Christian Association (YMCA) auf beiden Seiten des Atlantik resultierte. Europäische und insbesondere britische Reisende, wie beispielsweise Charles Dickens hatten den bemitleidenswerten körperlichen und geistigen Zustand der zu schnell in die Arbeitswelt entlassenen amerikanischen Jugend kritisiert und dieser Kritik konnte nur schwer widersprochen werden. Am Beispiel des seinerzeit äußerst populären Romans Tom Brown’s School Days begannen junge Amerikaner deshalb, Sport als Vehikel einer ganzheitlichen Entwicklung zu begreifen, die Selbstkontrolle verlangte und Begriffe wie Ehre, Fairplay und Charakter vermittelte. So gab es 1852 die erste Ruderregatta zwischen den Universitäten Harvard und Yale und in derselben Dekade initiierten Studenten von Amherst, Brown, Harvard, Williams und Yale Baseballspiele zwischen ihren Universitäten.
Mitte des 19. Jahrhunderts hatte sich nämlich aus Schlagballspielen wie Rounders oder Stoolball das sogenannte New York Game entwickelt, der Baseball, wie wir ihn heute kennen. Er wurde ursprünglich von Familienvätern und Handwerkern betrieben, die sich in Clubs zusammenschlossen, die nach ihren Zünften und Gilden benannt waren und die die idealisierte Bruderschaft einer Amateursport-Elite propagierten. Sie grenzten sich aufgrund ihres gesellschaftlichen und ökonomischen Hintergrundes von der oben erwähnten Gangkultur der Junggesellen und Tagelöhner ab, waren in ökonomischer Hinsicht aber auch fern der Ruder- und Yachtclubs der Oberschicht. Während Sport ethnischen Einwanderergruppen erlaubt hatte, untereinander ihre Kultur zu pflegen – den Deutschen durch Turnen, den Schotten durch ihre die Leichtathletik vorwegnehmenden kaledonischen Spiele und den Briten durch Cricket – formte Baseball mit seinem Spielvokabular einen von Schicht und Kooperation geprägten Heim(at)begriff. Baseball erlaubte damit nicht nur die Domestikation des Mannes im Viktorianischen Zeitalter, sondern etablierte auch ein kulturelles Männerbild, das durch die Bewegung der Muscular Christianity in den YMCAs propagiert worden war, um als Gegengewicht zu den weiblichen Idealen jener Epoche einer Verweichlichung und Feminisierung der männlichen Jugend zuvorzukommen. Der YMCA diente aber genauso wie die später von Luther Gulick gegründete Playground Association der Etablierung einer angelsächsischen Leitkultur gegenüber den sich mittlerweile in der Mehrheit befindlichen Einwanderern und deren Kontrolle während ihrer Freizeit.
Im Gegensatz zum Baseball war Football ein Sport der Oberschicht. Wie auch andere studentische Aktivitäten, wurde er von Studenten organisiert und glich in den 1860er und 1870er Jahren eher dem britischen Rugby in Harvard und Fußball in Yale. Nachdem sich die Harvard-Variante durchgesetzt hatte, organisierte der Spieler Walter Camp als Stratege, Taktiker, Innovator und Repräsentant des Spiels das Yale-Team ab 1876 bürokratisch straff und sorgte in Regelkomitees für den Wandel von Rugby zum modernen Football, etwa durch die Line of Scrimmage, die Serie von Downs oder neue Formen des Tacklings. Camp entwickelte sich zur dominantesten Figur des Sports für beinahe fünfzig Jahre, blieb nach seinem Abschluss in Medizin zwei weitere Jahre an der Universität, um weiterspielen zu können und entwickelte nach seinem endgültigen Abschied zusammen mit seiner Frau Spiel- und Trainingsanalysen für Yale, das bis 1909 lediglich 14 Spiele verlor. Während im Baseball, der vom Football bis in die 1970er Jahre nicht als größter Zuschauersport abgelöst werden sollte, alle Mitglieder eines Teams dieselben Aufgaben und Fähigkeiten besitzen ähnlich dem Kollegium einer Handwerksmanufaktur, ist Football deutlich industrieller geprägt: komplexe Prozesse werden in eine Vielzahl unterschiedlicher kleiner, sich wiederholender Aufgaben aufgeteilt, deren Funktion sich dem spezialisierten Fokus des einzelnen Spielers nicht mehr unmittelbar eröffnet. Das spiegelte sich nicht nur in einem unterschiedlichen Spielvokabular, sondern auch in der Tatsache, dass Uhrenfabrikant Camp Football zum ersten Zuschauerspiel mit einer Spieluhr gemacht hatte.
Die Oberschichts-Söhne der amerikanischen Brahmanen waren vom Curriculum ihrer Universitäten, das für sie in ihrer Erziehung als Erben des Familienbesitzes nur eine untergeordnete Rolle hatte, derart gelangweilt, dass sie sich stattdessen als Spieler oder Cheerleader im Football engagierten. Hier trafen sie zukünftig einflussreiche Geschäftspartner, mit denen sie sowohl emotionale als auch intime Momente teilten. Ein Slogan jener Zeit war: „Lass Bildung nicht deine Erziehung ruinieren“. Die Footballkultur umspannte Generationen von Anführern und Firmenbossen und war darüber hinaus lukrativ – das Spiel der beiden besten College-Teams an Thanksgiving in New York City (meistens Yale und Princeton) zog in den 1890er Jahren bis zu 40000 Zuschauer an. In diesen Jahren hatte der Football dermaßen an Bedeutung gewonnen, dass es zu einer lebensgefährlichen Brutalisierung gekommen war. Theodore Roosevelt forderte deswegen 1905 von Camp als Regelhüter die Gründung eines das Spiel regelnden Verbandes, dem Vorläufer der heutigen National Collegiate Athletic Association (NCAA). Zu diesem Zeitpunkt hatten sich die Machtstrukturen an den meist privaten Universitäten allerdings bereits massiv verändert.
Die Alumni hatten die vollständige Kontrolle über den College-Sport übernommen und damit über das wichtigste Public Relations-Instrument für die Spendenakquisition und die nach den Studiengebühren wichtigste Einnahmequelle. Yales jährlicher Football-Umsatz entsprach am Ende des 19. Jahrhunderts bereits einem Achtel der gesamten Universitätseinnahmen. Da die Universitäten auf den Nachwuchs der Eliten angewiesen waren, widersprachen auch Kuratorien und Board of Trustees allen Versuchen, die Athletikabteilungen wieder unter die Kontrolle der Universitäten zu bringen. Das Bündnis aus Studenten und Alumni hatte Colleges und Universitäten auf diese Weise zu einem Ort der Sozialisation gleich der Bildung gemacht.
Unbestritten ist die Rolle des Sports nicht nur als Spiegel, sondern auch als Motor gesellschaftlicher und technischer Umwälzungen. So manifestiert sich in der dem America’s Cup zu Grunde liegenden Segel-Regatta von 1851 der bahnbrechende Fortschritt des amerikanischen Schiffbaus. Frauen hatten vom Beginn des Bürgerkrieges bis zur Jahrhundertwende die Krocketmode genutzt, um mit großem Wetteifer in gemischten Matches mit Männern zu konkurrieren und dafür aus Ehrgeiz zuweilen sogar die Röcke gekürzt. Teilweise wurden knöchellange Röcke aber auch zum Betrug genutzt, denn Krocket stand seinerzeit synonymhaft für Mogeln und Wettbetrug und aufgrund geschlechtsspezifischer Auffassungen von Wahrheit stellte sich nicht die Frage nach einem möglichen Betrug einer Krocketmeisterin, sondern ob es gentlemanlike wäre, eine Frau des Schummelns zu bezichtigen. Wie in Leo Tolstois Anna Karenina beschrieben machten Ende des Jahrhunderts die Krocketbahnen den Tennisplätzen Platz, auf denen wieder nach Geschlechtern getrennt gespielt wurde. Mit dem weltweiten Bicycle Craze (der „Fahrradmode“) des ausgehenden 19. Jahrhunderts im Zuge der Erfindung des Safety Bikes (des sogenannten „Rovers“ oder „Niedrigfahrrades“) im Jahre 1885 änderte sich schließlich nicht nur die weibliche Selbstsicht, das Körperempfinden und die Mode, sondern ergab sich damit auch nicht unerheblicher Einfluss auf gesellschaftliche Entwicklungen, die schlussendlich zum Frauenwahlrecht führten. Mit den Gebrüdern Wright als ursprünglichen Fahrradmonteuren – ähnlich wie Laurin & Klement, den Gründern von Škoda, oder Henry Ford – bot es auch ein Spielfeld für technische Neuerungen, die später in der Entwicklung des Automobils und der Erfindung des Flugzeuges gipfeln sollten.

## Gesellschaftliche Aspekte
Der Sport nimmt als beliebteste Form der Freizeitgestaltung eine bedeutende Rolle in der amerikanischen Gesellschaft ein. Viele Amerikaner sind entweder aktive Sportler oder nehmen als Zuschauer an Sportveranstaltungen teil, sei es live oder vor dem Fernseher. Ballspiele wie die typisch amerikanischen Sportarten Baseball, Basketball und American Football sind besonders beliebt. Unter Einbeziehung von Eishockey und seltener Fußball werden diese Mannschaftssportarten im deutschen Sprachraum zumeist unter dem Begriff US-Sport zusammengefasst und stehen in ihrer jetzigen Form für den bevorzugten Zeitvertreib der überwiegenden Mehrheit der Amerikaner. Die Amerikaner betätigen sich natürlich auch in anderen Sportarten, aber diese Disziplinen nehmen noch immer einen ganz speziellen Platz in der amerikanischen Sportwelt ein. Von immenser Bedeutung ist auch der Boxsport. In den westlichen Bundesstaaten zählen daneben auch Rodeos zu den populären Sportveranstaltungen.
Im Amateurbereich unterscheidet man zwischen Freizeit- und Wettkampfsport. Zu den bevorzugten Erholungsaktivitäten zählen Wandern und Spazieren gehen, Boot fahren, Jagen und Angeln. Die Kombination von Erholung und Bewegung machen sie so beliebt. Aber auch andere Sportarten werden in den USA mit Vorliebe betrieben. Die Aktiven schätzen besonders den individuellen Spaß, die Freude am Wettkampf und die Förderung von Fitness und Gesundheit. Außerdem vermittelt der Sport soziale Werte wie Teamgeist, Fairness, Disziplin und Durchhaltevermögen, die in der amerikanischen Gesellschaft hoch geschätzt sind. Highschool- und Hochschulsportverbände wie die National Federation of State High School Associations (NFHS), die National Collegiate Athletic Association (NCAA), die National Association of Intercollegiate Athletics (NAIA) oder die National Junior Collegiate Athletic Association (NJCAA) fordern und fördern diese Fähigkeiten besonders in Mannschaftssportarten wie American Football und Baseball für die Herren sowie Softball und Feldhockey (NCAA) für die Damen. Basketball, Fußball, Lacrosse und Volleyball wird von beiden Geschlechtern ausgeübt. Individualsportarten wie Schwimmen, Golf, Tennis, Crosslauf und Leichtathletik (als Frühlings- wie als Wintersportart) sind gleichfalls sehr populär, werden an Schulen und Hochschulen aber im Team ausgeübt und gewertet. Ringen (NCAA für Herren, NAIA für Damen) und Bowling (NCAA, nur Damen) ist teilweise nach Geschlechtern getrennt. Die NCAA als der größte Verband bietet noch Fechten, Schießen, Skifahren, Turnen, Wasserball und Eishockey für beide Geschlechter an (die ersten drei in Koedukation), sowie Beachvolleyball, Rudern, Rugby, Reiten und Triathlon für die Damen. Weitere Sportarten können von den Schulen selbst oder ihren individuellen (Hochschul-)Sportverbänden gesponsert werden.
Sport ist nämlich aus dem Bildungssystem in den Vereinigten Staaten nicht mehr wegzudenken. Leistungsanreiz im amerikanischen Hochschulsystem sind nicht Noten, sondern der Erwerb und die Wahrung von Stipendien. Seit 1973 dürfen Sportstipendien nämlich jährlich über den Zeitraum von vier Jahren erneuert werden. Die Vergabe der Stipendien ist begrenzt. Seit 1975 beschränkt die NCAA die Zahl der Football-Coaches in der NCAA Division I auf zuletzt acht, der Football-Stipendien auf 85 und die Zahl der Freshmen-Stipendien von diesen auf 25. Stipendien im Herren-Basketball sind auf 15 begrenzt, alle restlichen Stipendien dürfen die Zahl von 80 nicht überschreiten. Laut NCAA-Regularien müssen die Athletikabteilungen sich selbst finanzieren, in der Realität haben 2012 lediglich 23 von 340 Division I-Programmen das Steuerjahr mit schwarzen Zahlen abschließen können. Der durchschnittliche Verlust der restlichen Athletikprogramme betrug 7 Millionen US-Dollar. Mögliche Defizite werden so unter Umständen vom Steuerzahler oder den regulären Studenten, die Studiengebühren bezahlen, getragen. Vierstellige Beträge pro Studienjahr sind kein Einzelfall, an der Longwood University in Virginia beispielsweise erreichte 2010 der Anteil, den lokale Studenten für das Athletikprogramm zu entrichten hatten, einen Spitzenwert von über 20 % der Studiengebühren. Tatsächlich sind Coaches und Direktoren der Athletikabteilung die höchstbezahlten öffentlichen Diener ihres Bundesstaates und damit selbst den Universitätsdirektoren überlegen.
Der bedeutende Einfluss des Sports auf die amerikanische Gesellschaft wird auch seitens der amerikanischen Regierung bestätigt. Die Tatsache, dass Sport und die Teilnahme an sportlichen Aktivitäten Eigenschaften wie Charakter, Disziplin und Selbstvertrauen ebenso wie persönliches Wohlgefühl fördert, wird besonders vom President's Council on Sports, Fitness, and Nutrition (PCSFN) anerkannt, das Aktivitäten zur weiteren Verbreitung aktiver sportlicher Betätigung entwickelt und durchführt. Das PCSFN ist davon überzeugt, dass sportliche Betätigung und Fitness besonderen Nutzen für die Gesundheit haben. Entsprechend wurde das Council von Präsident Bush mit der Aufgabe betraut, die Inhalte der im Juni 2002 von seiner Regierung veröffentlichten Fitness Agenda zu vermitteln.
Die amerikanische Regierung tritt für internationale Sportwettkämpfe ein, um bei solchen Veranstaltungen den American Way of Life zu repräsentieren, internationales Verständnis zu fördern und gleichzeitig wirtschaftlichen, gesellschaftlichen und diplomatischen Einfluss auszuüben. Das universellste und beliebteste Schlachtfeld des Kalten Krieges war auf Grund von Symbolik und emotionaler Bindung international zweifellos der Sport. Er steht in allen ideologischen Systemen stellvertretend für persönlichen und sozialen Fortschritt und die Überlegenheit des repräsentierten politischen Gesellschaftssystems, das den Sportler hervorgebracht und ausgebildet hat. Größtes Handicap für die außenpolitischen Beziehungen der USA und damit die Ausweitung ihrer Einflusssphäre in Konkurrenz zur UdSSR war lange Zeit die internationale Rezeption der US-amerikanischen Rassenpolitik gewesen. Aus diesem Grund konnten sich auch afroamerikanische Sportler und Sportlerinnen als Repräsentanten und Botschafter ihres Landes etablieren.
Als 1976 die USA hinter der UdSSR und der DDR bei den Spielen der XXI. Olympiade in Montreal trotz eines verhältnismäßigen Lokalvorteils lediglich die drittmeisten Medaillen errangen, entmachtete der US-Kongress mit dem Amateur Sports Act of 1978 die 1888 gegründete Amateur Athletic Union (AAU), die seit 1923 die Vereinigten Staaten international vertreten hatten. Das Gesetz autorisierte das United States Olympic Committee, die Entwicklung des Amateursports durch die Gründung nationaler Sportverbände zu steuern. Die AAU, die seit Ende des 19. Jahrhunderts Dachverband für Leichtathletik wie auch Ausrichter der nationalen Meisterschaften war und u. a. den Werksteam-Basketball der National Professional Basketball League und der National Industrial Basketball League organisiert hatte, richtet derzeit Amateur-Turniere in 41 Sportarten aus und ist heutzutage insbesondere für Leichtathletik- und Basketball–Turniere für Kinder und Jugendliche bekannt. Abseits der Athletikabteilungen (Varsities) engagiert sich die AAU auch im Breitensport an Schulen.
Die USA sind bei internationalen Sportereignissen immer sehr erfolgreich gewesen. Das herausragende Ereignis im internationalen Sport sind dabei sicherlich die Olympischen Spiele. Bereits achtmal hatten die Vereinigten Staaten die Gelegenheit, Olympische Winter- oder Sommerspiele auszurichten. Sommerspiele fanden 1904 in St. Louis, Missouri, 1932 und 1984 in Los Angeles, Kalifornien und 1996 in Atlanta, Georgia statt. Winterspiele wurden 1932 und 1980 in Lake Placid, New York, 1960 in Squaw Valley, Kalifornien und 2002 in Salt Lake City, Utah, veranstaltet. 2028 und 2034 werden die USA ihre neunten und zehnten Olympischen Spiele austragen
Die USA nehmen auch an den Panamerikanischen Spielen teil, dem zweitgrößten Sportereignis nach den Olympischen Spielen. Diese Wettkämpfe werden gleichfalls alle vier Jahre im Jahr vor den Olympischen Spielen ausgetragen. Die Panamerikanischen Spiele schließen neben allen Disziplinen der Sommerolympiade einige weitere nichtolympische Disziplinen ein. Amerikanische Sportler vertreten ihr Land auch bei den 1968 von Eunice Kennedy-Shriver gegründeten Special Olympics. Special Olympics Vereinigte Staaten nahm an Special Olympics Weltspielen teil. Der Verband hat auch seine Teilnahme an den Special Olympics World Summer Games 2023 in Berlin angekündigt. Die Delegation wird vor den Spielen im Rahmen des Host Town Programs von Bremen und Bremerhaven betreut. Auch an den Paralympics, bei Universiaden, den World Games, den erstmals 1986 und letztmals 2001 ausgetragenen Goodwill Games und den North American Indigenous Games beteiligen sich die Vereinigten Staaten.
Athleten aus den USA nehmen gleichfalls sehr erfolgreich an Weltmeisterschaften und anderen internationalen Wettkämpfen in einzelnen Sportarten teil. So dominierte z. B. der Radfahrer Lance Armstrong die prestigeträchtige Tour de France zwischen 1999 und 2005. Tiger Woods dominiert die internationale Golfszene. Pete Sampras, Andre Agassi, die Geschwister Venus und Serena Williams sind nur eine kleine Auswahl großer Tennisspieler aus diesem Land.
Es gibt noch sehr viele weitere Beispiele für hervorragende Ergebnisse amerikanischer Sportler. Diese und viele andere amerikanische Sportidole zählen zu den berühmtesten Persönlichkeiten des Landes.

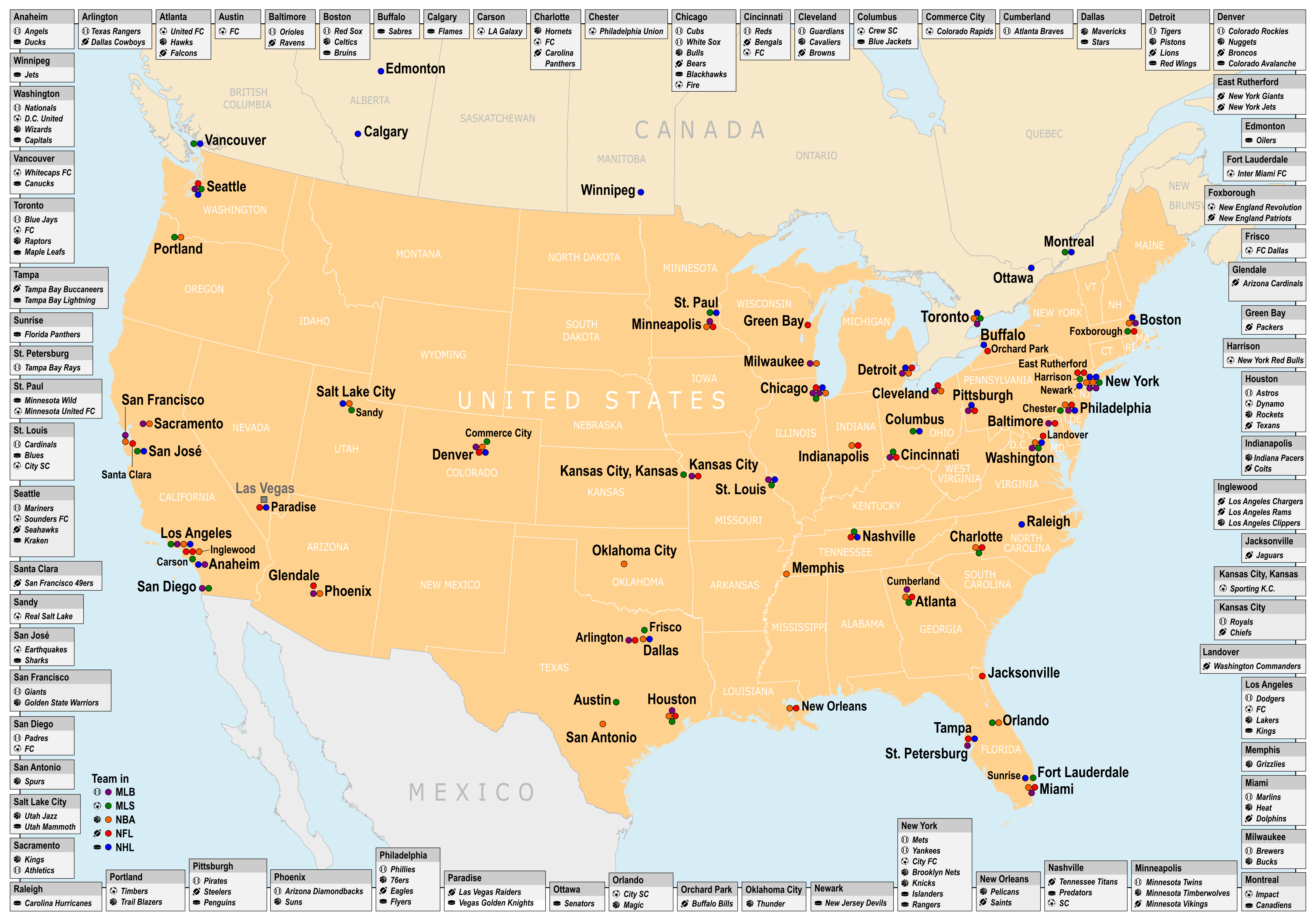
Alle Städte der USA und Kanada mit mindestens einem Team in der MLB, MLS, NBA, NFL oder NHL, 2025

## Beliebte Sportarten

### American Football
American Football ist eine Sportart, die sich im 19. Jahrhundert aus den englischen Spielen Fußball und Rugby entwickelte. Football wird von Schul-, College- und Profimannschaften gespielt; es ist die seit den 1960er Jahren beliebteste amerikanische Zuschauer-Sportart und kann jedes Jahr Tausende von Mitspielern und Millionen von Zuschauern für sich gewinnen. American Football wurde durch seine College- und Universitätsmannschaften berühmt, und auch heute noch hat der College Football mit seinen über 600 Mannschaften mehr als 35 Millionen Zuschauer pro Jahr und dies trotz wachsenden Interesses am professionellen Football.

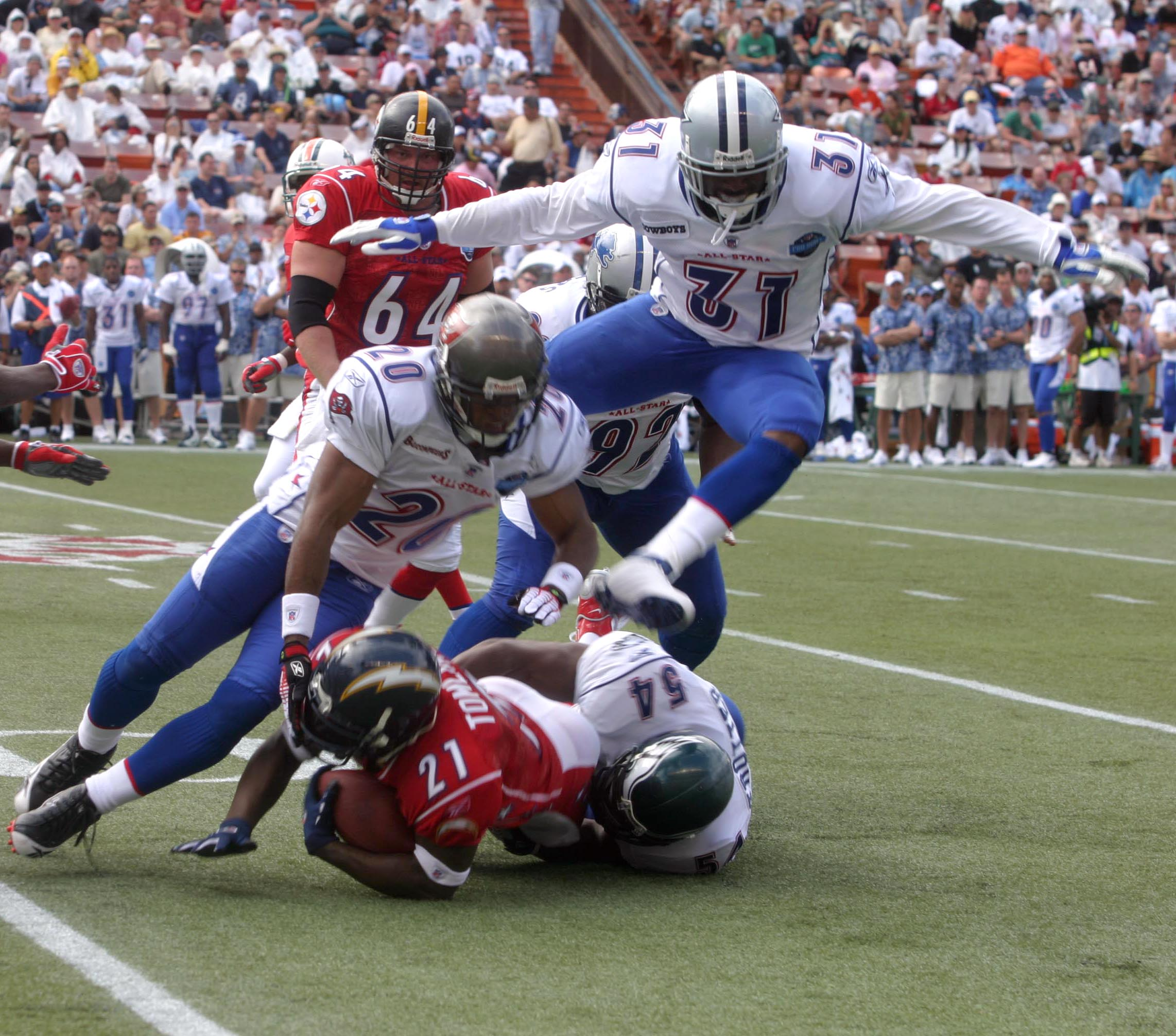
American Football

Die Spiele der bedeutendsten College-Mannschaften haben bisweilen über 100.000 Zuschauer im Stadion und werden hauptsächlich sonnabends, zunehmend aber auch an Schultagen, live im US-Fernsehen übertragen, denn die Profis der National Football League (NFL) dürfen aufgrund des Sports Broadcasting Acts von 1961 zwischen dem zweiten Freitag im September und dem zweiten Sonnabend im Dezember keine Spiele im Fernsehen übertragen lassen und treten deswegen fast ausschließlich sonntags an (bzw. seit 1970 an Montagen und seit 2006 an Donnerstagen, an denen jeweils nur ein Spiel stattfindet). 1966 wurde das Gesetz auch auf Übertragungskonflikte mit Highschool-Football ausgeweitet.
Die NFL ist ein Riesengeschäft für Spieler, Clubbesitzer, die Werbe- und andere Branchen, die mit dem Sport zusammenhängen. NFL-Filialen erwirtschaften riesige Beträge für die Städte der ansässigen NFL-Teams; außerdem fördern sie den Lokalpatriotismus und verschaffen den Mannschaften landesweite Publizität. Deshalb werden die Mannschaften oft von Städten umworben: diese bieten ihnen größere und bessere Stadien, eine garantierte Fangemeinde und verschiedene finanzielle Anreize. Der Super Bowl ist das Endspiel der NFL-Saison und entscheidet über die Meisterschaft. Ein weiteres Highlight der Saison ist der Pro Bowl eine Woche vor dem Super Bowl, in dem die besten Spieler der beiden Conferences in einem Freundschaftsspiel gegeneinander antreten.

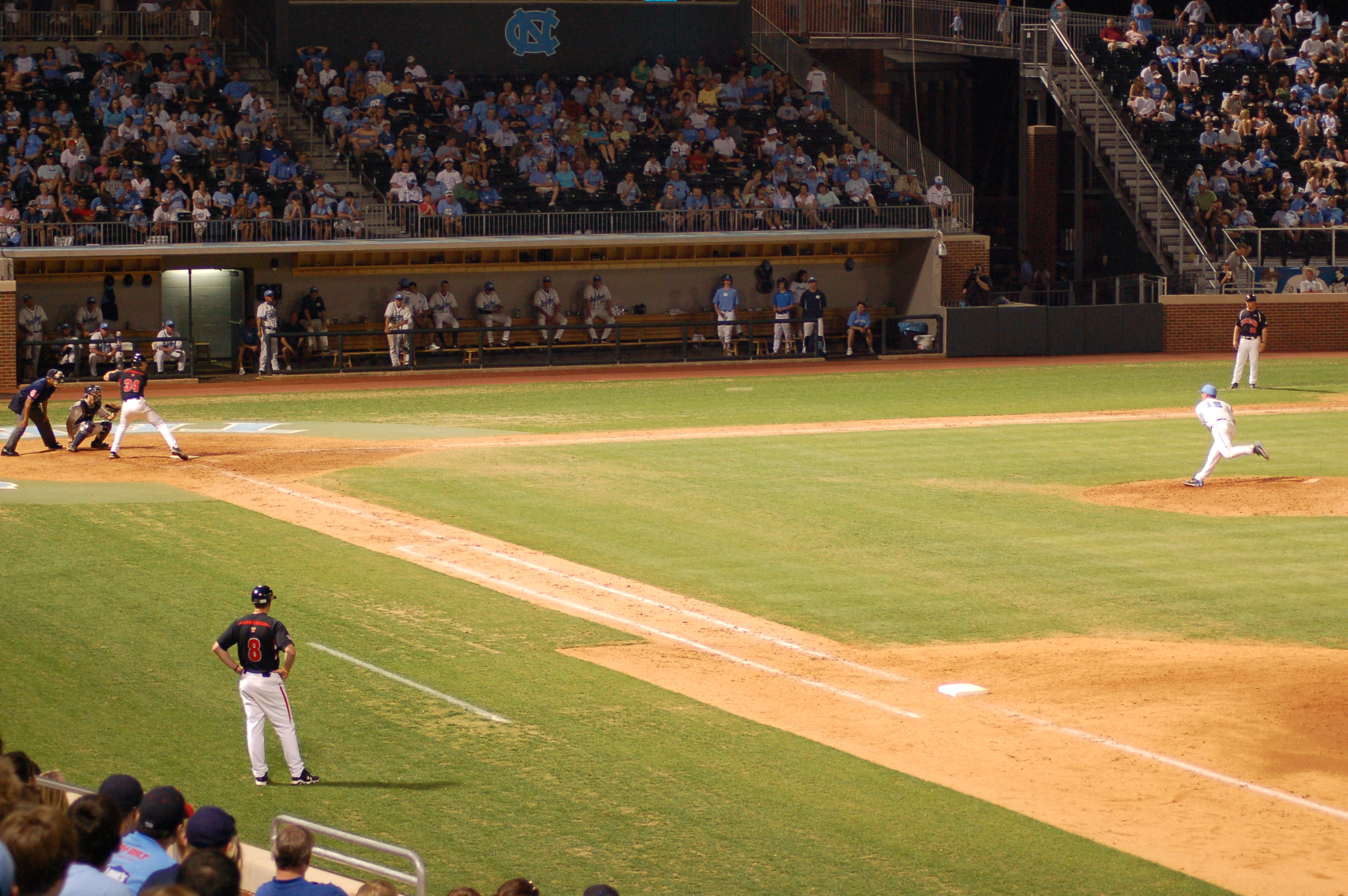
Szene im College-Baseball

### Baseball
Der Major League Baseball mit Mannschaften aus den USA und Kanada besteht aus zwei Ligen, der National League und der American League. Die Saison dauert von April bis Oktober, einschließlich der Playoffs und der World Series. Die Siegermannschaften der jeweiligen Liga gewinnen den sogenannten Pennant (Meisterschaftswimpel) und treten nach Ende der Playoffs in der World Series gegeneinander um den Titel an. Baseball, seit dem Bürgerkrieg „Amerikas beliebtester Zeitvertreib“, ist außerhalb der Vereinigten Staaten insbesondere in Ostasien, der Karibik und Teilen Lateinamerikas populär.
Schlagballspiele waren in den gesamten Vereinigten Staaten zu jeder Zeit beliebt. Während Cricket weit verbreitet und gut organisiert war, fanden andere Varianten wie bspw. Townball lediglich informell und intramural – also „innerhalb der eigenen Mauern“ – statt und bedienten so ein Amateurideal, das dazu geeignet war, etwa die untere Schicht auszuschließen. Mit dem Knickerbocker-Spiel änderten sich aber Rezeption und Organisierungsgrad und zwar auf rasante Weise. In Konkurrenz und Koexistenz zu Cricket etablierte sich Baseball während der 1850er Jahre und wurde ab 1856 als „nationales Spiel“ und als „nationaler Zeitvertreib“ bezeichnet und das, obwohl sich das New York Game bis dahin lediglich auf eine einzige Stadt konzentriert hatte, genauer gesagt deren beiden Boroughs Manhattan und Brooklyn. Daran lässt sich ablesen, dass die Vereinigung der amerikanischen Staaten als unvollendet empfunden wurde und durch die Drohung der Sezession auch noch herausgefordert war. Die daraus resultierende Sehnsucht nach nationalen Attributen am Vorabend des Bürgerkrieges schlug sich in der Ausbreitung des Baseballs nieder, der noch vor 1860 Kalifornien und New Orleans erreicht hatte und mittlerweile in Massachusetts und Philadelphia weitgehend die Rounders-Variante Townball ersetzt hatte. Nach einer Tournee der New York Excelsiors 1860 bildeten sich Ableger in Baltimore und Upstate New York. Auch in Washington, D.C., Kentucky und dem Mittleren Westen wurde nach den Regeln der National Association of Base Ball Players von 1857 gespielt. Baseball wurde gleichzeitig in populären Liedern wie „Baseball Fever“, „Baseball Polka“ und dem „Home Run Quick Step“ besungen. Seinerzeit wie heute gab und gibt es unzählige Analogien auf Baseball, um den Kern seines Erfolges erklären zu versuchen. Fakt ist, dass Baseball sich aufgrund der Ausbreitung der Eisenbahn und des Telegraphen schneller verbreiten konnte als jedes Spiel zuvor und dass es von seinen Athleten und Berichterstattern bewusst dem Zeitgeist entsprechend modelliert wurde. Durch den Bürgerkrieg wurden die Vereinigten Staaten (die fortan auf ihre Plural-Beugung verzichteten) zu einer Nation und Baseball zu ihrem Symbol. Nur wenige Jahre nach dem Krieg entstanden die ersten offen professionellen Clubs, wie beispielsweise die Cleveland Red Stockings. 
Der in England geborene Journalist Henry Chadwick machte sich die insbesondere bei sozialen Reformern beliebte Statistik zu Nutze, die im 19. Jahrhundert erstmals das Augenmerk von Qualität auf Quantität lenkte, um Spiele in Zeitungen und Periodika abbilden zu können. Auf ihn geht – dem Cricket entlehnt – der Boxscore und als wichtigste Kennzahl darin der Batting Average zurück. Chadwick nahm so auch Einfluss auf Regeln und Rezeption, denn er hatte damit auch die Absicht, moralisch begründeten Erfolg und Misserfolg im Spielverlauf zu dokumentieren. Als 1876 die National League auf den Plan trat, übernahm sie weitgehend seinen Boxscore und damit die Art und Weise, wie wir Baseball wahrnehmen.

### Basketball

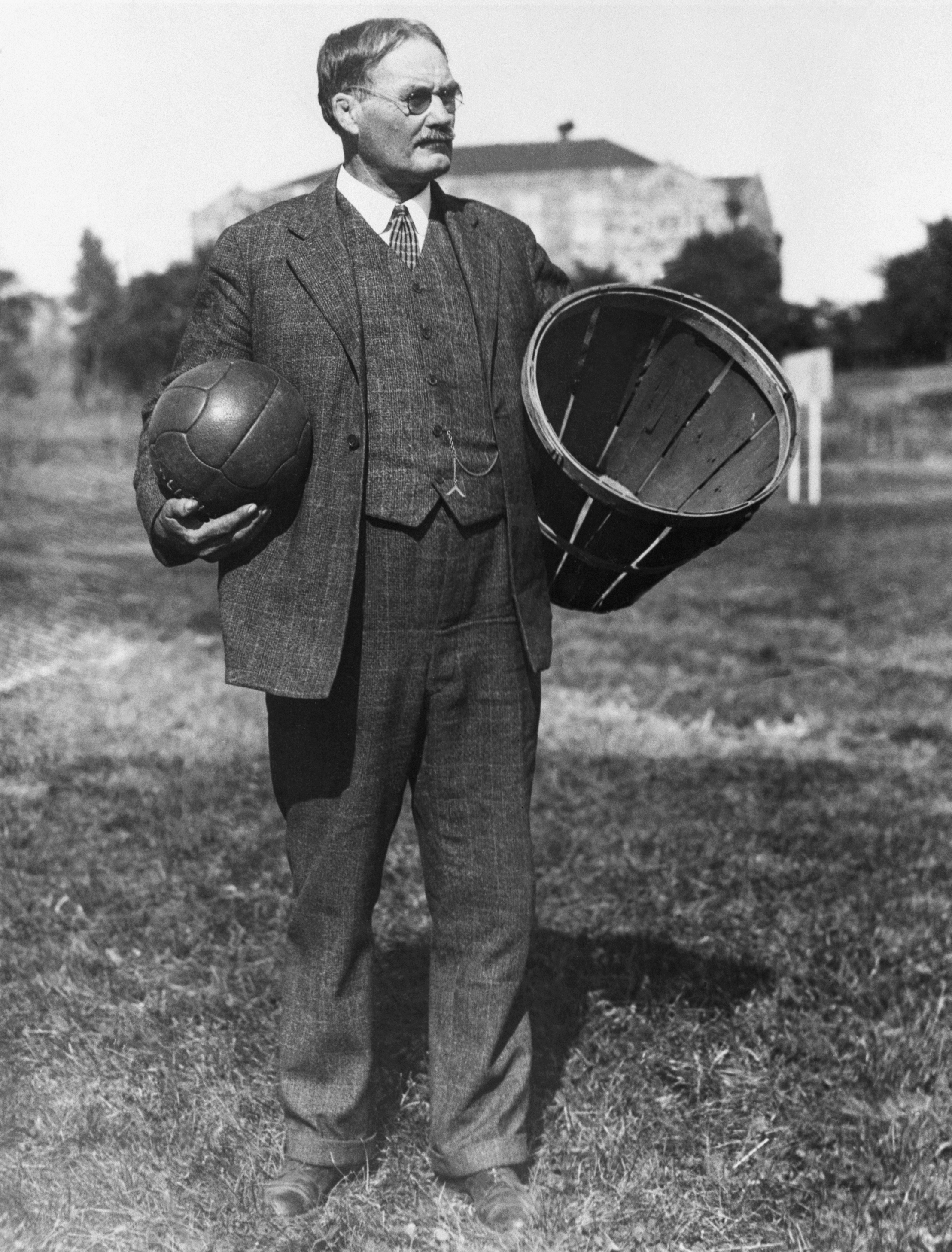
James Naismith mit einem Pfirsichkorb und einem für das Basketballspiel verwendeten Fußball

Basketball wurde 1891 von James Naismith, einem Lehrer und Teilnehmer eines Psychologieseminars an der Schule für christliche Arbeiter in Springfield, Massachusetts des Christlichen Vereins Junger Männer (CVJM, engl. YMCA), erfunden. Das Spiel verbreitete sich durch den YMCA in Rekordzeit über den gesamten Planeten. Weil eine einfache Ausstattung genügte und kaum Spielfläche benötigt wurde, war das Spiel in Unterschichtskreisen schnell sehr populär. Heute wird Basketball in den USA von mehr als 26 Millionen Menschen als Mannschaftssport betrieben, und unzählige mehr spielen Varianten dieser Sportart.
Auch wenn Basketball ein internationales Phänomen ist – in Shanghai wurde schon Basketball gespielt, noch bevor sich das Spiel vollständig über den nordamerikanischen Kontinent verbreitet hatte und überlebte in China sogar die Kulturrevolution – verlief die Entwicklung des amerikanischen und des internationalen Basketballs unterschiedlich. So weichen die zahlreichen nordamerikanischen Regelsätze der National Basketball Association (NBA), des College-Basketballs, des High-School-Basketballs und des Damenbasketballs, der in den USA bis in die 1970er Jahre mit sechs Spielerinnen in zwei bis drei Spielzonen gespielt wurde, teilweise stark von den Regeln der Fédération Internationale de Basketball (FIBA) ab. Der Basketball, wie wir ihn heute kennen, ist in den USA weithin ein Resultat des Dienstbasketballs während des Zweiten Weltkrieges, als junge Männer aus allen Gegenden des Landes zusammenkamen und sich erstmals überregional über das Spiel austauschten und voneinander lernten.
Dieses Spiel etablierte sich nach dem Krieg auch im Profisport, indem die NBA 1946 von einer Gruppe von Eishockey-Funktionären gegründet wurde, die große Sportarenen vertraten und sich mit vermeintlich finanzieller Überlegenheit schnell gegen spielerisch bessere Ligen durchsetzte, die bald absorbiert wurden. Die führende Profi-Basketballliga der Welt fristete anfänglich dennoch ein Schattendasein neben Baseball und Football und der Collegevariante des Sports, die lange Zeit größeres Renommée besaß, während es in athletischer Hinsicht nicht ausgeschlossen war, dass einzelne Spieler des Herausforderungsspiels auf den öffentlichen Spielplätzen einem NBA-Spieler überlegen waren. Dies änderte sich in den 1980er Jahren radikal.
Die Erneuerung der NBA resultierte aus mehreren glücklichen Umständen. Zum einen wurde die College-Rivalität zwischen Larry Bird und Magic Johnson durch die neu aufgeflammte Rivalität ihrer beider Teams, der Rekordmeister Boston Celtics und Los Angeles Lakers, sowohl sportlich verbissen wie technisch unterhaltsam fortgeführt. Gleichzeitig betrat 1984 Michael Jordan, der Olympiasieger von Los Angeles, die professionelle Bühne. Durch einen Exklusivvertrag mit Nike und der Begründung der neuen Marke Air Jordan erlaubte er es dem strauchelnden Sportartikelhersteller, wirtschaftlich zu gesunden und sich an die Spitze des Marktes zu katapultieren. David Stern, der 1983 mit der Spielergewerkschaft National Basketball Players Association die Gehaltskappung und symbiotische Gewinnteilung (revenue sharing) mit den Teameignern verhandelt und, da in den 1970er Jahren viele Spieler heroinabhängig gewesen waren, die Antidrogenrichtlinien der NBA etabliert hatte, wurde im selben Jahr zum Commissioner ernannt. Michael Jordan, einer der besten Basketballspieler aller Zeiten, wurde zur Galionsfigur jener Wirtschaftsmarke NBA, die Stern mit neuen Technologien wie Kabelfernsehen und Satellitenübertragung vermarktete. 1986 konnten Spiele der NBA in drei Dutzend Ländern gesehen werden, zehn Jahre später in 175. Dazwischen lagen die Olympischen Spiele 1992 in Barcelona und der Advent des Dream Teams. David Stern hatte sich für die Abschaffung der FIBA-Amateurregelung bei den Olympischen Spielen eingesetzt und förderte die Formation des überwiegend aus NBA-Stars bestehenden Dream Teams, das als größte Versammlung individuellen Talents in der Basketballgeschichte angesehen wird. Die Olympischen Spiele sorgten für einen erneuten weltweiten Basketballboom, öffneten in der Folge aber gleichzeitig die NBA für internationale Spieler, wie beispielsweise Dirk Nowitzki, den einzigen Deutschen, der es je in die Naismith Memorial Basketball Hall of Fame geschafft hat. Die Saison 2023/24 begannen 125 ausländische Spieler aus 40 Ländern, so viele wie nie und beinahe ein Viertel aller Spieler. Stern, Träger des Olympischen Ordens, begründete aber auch die Damenliga Women’s National Basketball Association (WNBA) und NBA Cares, die Organisation, die sich der sozialen Verpflichtung der Liga stellt und u. a. internationale Basketballcamps und -kliniken durchführt.
Die NBA besteht dank ihm heute aus 30 Mannschaften, die in zwei verschiedenen regionalen Sektionen, der Eastern und der Western Conference, in sechs Divisionen um Siege und damit um Prozentpunkte kämpfen. Am Ende der Saison treffen die Meister der Eastern und der Western Conference aufeinander, um in bis zu sieben Spielen den NBA-Meister zu ermitteln. Einmal jährlich unterbricht die NBA ihre Saison ein paar Tage für das NBA All-Star Weekend und dessen Höhepunkt, das NBA All-Star Game, in dem die besten Spieler antreten, deren Starting Five zuvor von Zuschauern in der ganzen Welt via Internet, den NBA-Spielern und einer Medienauswahl ausgewählt wurden mit einer Stimmgewichtung von 50 %, und zweimal 25 %. Diese Regelung von 2017 wurde notwendig, weil das Wahlrecht durch das Internet für absurde Selektionen missbraucht worden war.
Der Spielbetrieb der NBA wird außerdem für die Konkurrenzveranstaltung des Montagsfinals der NCAA-Hochschulmeisterschaft unterbrochen. Die Fernsehquoten schwanken stark nach Übertragungsart, das Finale der sogenannten March Madness ist aber immer Quotensieger des Tages. Obwohl die Spieler abgesehen von der Vermarktung ihres Namens, Images und Abbildes (gemäß den NIL-Regularien der NCAA von 2021) außer Reisespesen, Kost, Logis, Wäsche, Büchern und Stipendien weder Geld- noch Sachmittel annehmen dürfen, ist die NCAA Division I Basketball Championship ein Riesengeschäft, das über einen Zeitraum von drei Wochen das gesamte Land fesselt. Über 1,2 Milliarden Dollar Werbeeinnahmen wurden 2016 vermeldet. Als Collegesport hat College-Basketball bei den Herren nach American Football, Baseball, Leichtathletik und Fußball und bei den Damen nach Leichtathletik, Softball, Fußball und Volleyball die meisten Sporttreibenden, dabei allerdings die mit Abstand meisten Teams und damit die größte Verbreitung: Lediglich 27 von 1114 Hochschulen (keine davon in NCAA Division I) boten 2018 keinen Herren-Basketball an und lediglich elf von 1114 Hochschulen keinen Damen-Basketball.

### Bare-Knuckle-Boxen
Preiskämpfe hatte es im kolonialen Amerika zu jeder Zeit gegeben, waren aber brutaler Natur und wurden durch keinen Verband geregelt. Aus diesem Grund wird erst der Kampf zwischen Jacob Hyer und Tom Beasley 1816 als erster amerikanischer Boxkampf angesehen. Er fand mit bloßen Fäusten und lange vor der Etablierung der Queensberry-Regeln statt. In der Folge wuchs das Boxen in der Sporthauptstadt New York City und den restlichen Vereinigten Staaten stetig bis in die 1840er Jahre und ab 1850 durch Einwanderung und den Beginn des modernen politischen Systems explosiv.
Anfänglich wurde Pugilismus mit dem Aufkommen der Sporthallen verbunden. Sparring fand dort mit Boxhandschuhen statt. Gleichzeitig kam aber eine begrenzte Anzahl an Bare-Knuckle-Preiskämpfen auf, die sich durch eine zunehmende Regelwut auszeichneten. Erster Schwergewichtsmeister wurde 1841 Tom Hyer, Jacob Hyers Sohn, im Kampf gegen Country McCleester. Ein Jahr später starb Thomas McCoy in einem Kampf gegen Christopher Lilly in der 120. Runde nach 2:40 Stunden. Eine Runde ging damals bis zu einem Niederschlag und man hatte dreißig Sekunden, um zur nächsten Runde anzutreten. Mit McCoy und Lilly trafen zwei unterschiedliche New Yorker Schulen aufeinander, die nationalistische Untertöne in den Sport brachten, denn McCoy war Ire und Lilly Engländer. Im Zuge der dem Tod McCoys folgenden Kritik, die auch die Kreise berührte, in denen Boxen gedieh, nahm die Zahl hochwertiger Kämpfe ab, bis 1848 Tom Hyer und James „Yankee“ Sullivan einen Schwergewichtskampf für 1849 in Baltimore ankündigten. Die beiden hatten sich in einem New Yorker Saloon getroffen, waren in Streit geraten und vereinbarten einen mit 5000 Dollar dotierten Preiskampf, der ein halbes Jahr lang Stadtgespräch werden sollte und zu Rekordwettsummen führte. Die Kombattanten standen nicht nur für unterschiedliche gesellschaftliche Klassen, sondern auch für unterschiedliche Nationen: den in New York geborenen Amerikaner Hyer und den Iren Sullivan (eigentlich James Ambrose), der von der Öffentlichkeit in späteren Kämpfen aber wieder als Amerikaner angesehen wurde.

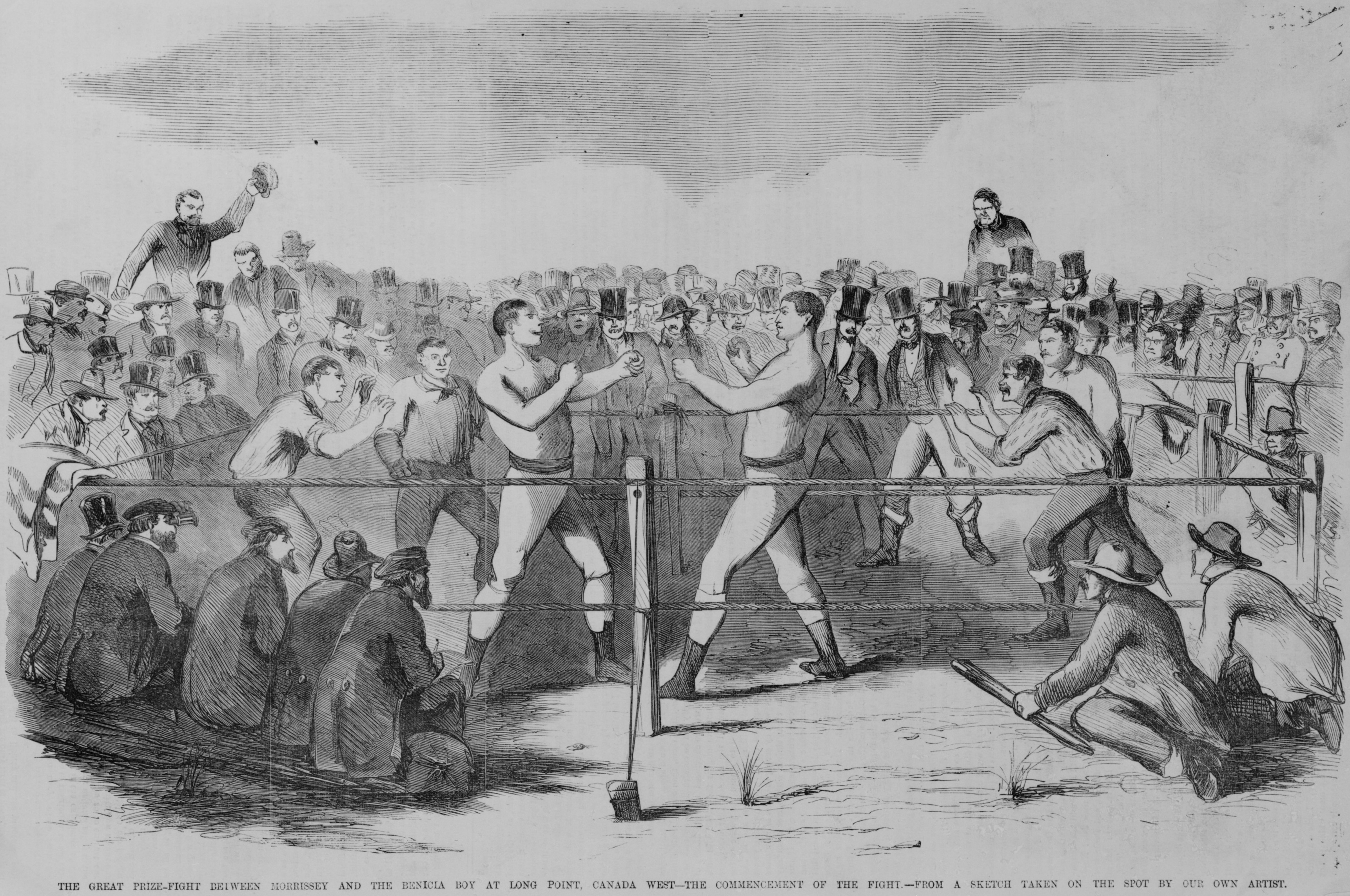
Der spätere Politiker John Morissey gegen John Camel Heenan (den „Benicia Boy“) im Jahre 1858

Dieser Kampf, den Hyer in 16 Runden und wenig mehr als 17 Minuten gewann, katapultierte den Pugilismus in das Blickfeld der Öffentlichkeit und sorgte für seinen rasanten Aufstieg und den Umzug der Arenen von Tavernen in die Theater. Bei einem Eintritt von bis zu einem Dollar bestand das Publikum mehrheitlich aus Angehörigen der der Unterschicht entsprungenen Junggesellenkultur. 1860 kam es zum ersten internationalen Schwergewichtskampf zwischen John Camel Heenan und dem englischen Titelträger Tom Sayers. Trotz aller Kritik durch die Zeitungen überwog der Nationalstolz, so dass Korrespondenten nach England entsandt wurden, denn die fortwährende britische Kritik am Fitnesszustand der Amerikaner schmerzte die amerikanische Seele. Heenan brach Sayers’ Arm früh, während dieser Heenan Cuts über dem Auge beibrachte, bis in der 37. Runde die Ringseile gekappt wurden und die Polizei den Kampf unterband. Beide Nationen reklamierten den Sieg für ihren eigenen Champion. Die Amerikaner warfen den Engländern später vor, ihr Fairplay nur sich selbst zu gewähren und eine Menge von 50000 zollte Heenan nach seiner Rückkehr Tribut.
Die Mehrzahl der New Yorker Boxer zwischen 1840 und 1860 kam aus der Unterschicht oder der unteren Mittelschicht und bestand nahezu ausschließlich aus Einwanderern. Die überwiegende Mehrheit war irisch, ungefähr ein Fünftel englisch und fünf von acht Amerikanern waren Söhne von Einwanderern und ein weiterer ein Afroamerikaner. Auch wenn die Bezahlung ein Anreiz gewesen sein mag, spielten häufig persönliche, ethnische und politische Animositäten eine Rolle. Selbst die bekanntesten Kämpfer stiegen selten öfters als fünfmal in ihrem Leben in den Ring. Die Zeitungen jener Zeit verteufelten das Bare-Knuckle-Boxing zu gleichen Teilen wegen seiner Brutalität und seiner Verflechtung mit der Politik, denn in den frühen 1820er Jahren war Tammany Hall die Vorreiterin in der Demokratisierung politischer Prozesse und der Entwicklung des modernen Parteiensystems. Mit dem Anstieg der Einwanderung suchten die Politiker der Tammany Hall aktiv die Stimmen jener Einwanderer und damit auch der Gangs of New York.
Captain Isaiah Rynders, der Tammany Boss von Ward 6 (zwischen Broadway und Bowery sowie Chatham Street und Canal Street), gründete 1843 den Empire Club, das Zentrum und die Infobörse aller politisch relevanter Gangaktivitäten. Es wird angenommen, dass 1855 an die 30000 Männer unter dem Kommando der Gangs gestanden haben müssen. Diese Unterstützer waren in erster Linie Tammany Hall verbunden, doch auch die Demokratische Partei, die Nativisten und selbst Whigs und Republikaner hatten ihre Schulterklopfer. Während die Boxer John Morrissey und Country McCleester Mitglieder des Empire Club waren, gehörten Tom Hyer und Bill Harrington, eine führende Figur der New Yorker Sportszene, den Bowery Boys an und wurden mit der Nativistischen Partei in Verbindung gebracht. Viele Kämpfe symbolisierten oder resultierten gar aus diesen politischen und ethnischen Differenzen. Das neue politische System förderte und hegte indes die Umwelt dieser Pugilisten und gewählte Politiker waren indirekt Patrone des Sports. Sie gaben Kämpfern Jobs als Boten, Kneipiers und Rausschmeißer. Dan Kerrigan erhielt sogar eine Anstellung als Polizist bei den Docks. Die Kämpfer dieser Gangs hatten großen Einfluss in ihren Wards, in denen Gewalt alltäglich war und Politiker hofierten sie selbstverständlich, um sich Stimmen und Saalschutz zu sichern. Als „Butcher“ Billy Poole von den Bowery Boys von einem Mitglied von Rynders’ Gang erschossen wurde, sagte er auf seinem Totenbett: „Good-bye boys, I die a true American“. Sein Trauerzug deutete an, dass er nicht allein in Einwandererkreisen Einfluss hatte.
Nach Baseball nahm Boxen den weitaus größten Teil der Sportberichterstattung zwischen 1840 und 1870 ein. In erster Linie natürlich durch Kritik, doch nach dem Bürgerkrieg wurde Boxen zugestanden, wenigstens im Training den Körper zu stählen und das Messer in den alltäglichen Auseinandersetzungen zu bannen.

### Cricket

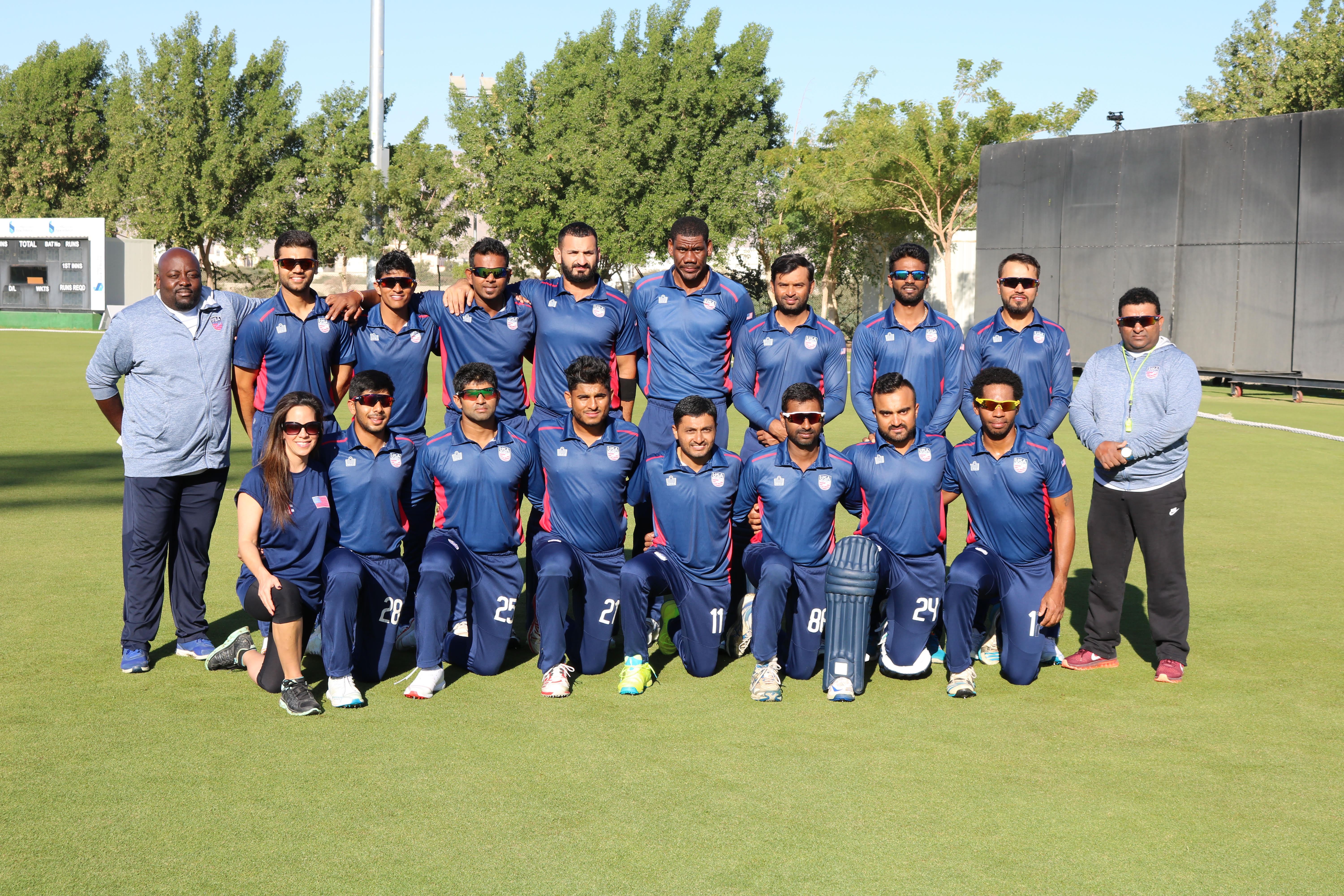
Die Cricket-Nationalmannschaft der USA, 2017

Das erste Cricket-Länderspiel der Welt fand am 24. September 1844 zwischen den Nationalmannschaften Kanadas und der USA in New York City statt. Cricket wird seit der britischen Kolonialherrschaft in den USA gespielt, 1860 gab es um die fünfhundert Cricket-Clubs in über einhundert Städten mit mehr als zehntausend meist englischen, aber auch amerikanischen Spielern, erfuhr jedoch nie die Aufmerksamkeit wie in den meisten Ländern des Commonwealth of Nations, vor allem aufgrund der starken Konkurrenz des Baseballs. Während Baseball in einem Klima der Immigration, des Aufbruchs und der Umsiedlung durch Spielaufbau und -vokabular Amerikanern und Einwanderern gleichermaßen ein starkes Heimatkonzept bot, schuf Cricket für Einwanderer in einem ihnen fremden Amerika eher die Oase einer idealisierten Vision der alten Heimat.
Seit der zweiten Hälfte des 20. Jahrhunderts erlebt das Cricket wieder eine zunehmende Beliebtheit, vor allem dank der wachsenden Bevölkerung von Einwanderern aus Cricketnationen. Im Anlauf auf den Cricket World Cup 2007 schlugen die USA vor, einige Spiele im neuerrichteten Central Broward Regional Park in Fort Lauderdale, Florida, auszutragen, das International Cricket Council (ICC) lehnte den Vorschlag jedoch ab und vergab alle Spiele an Karibische Staaten. Das Cricketstadion wurde 2007 errichtet und ist eines von zwei in den USA, in dem ODIs ausgetragen werden dürfen. Der Cricket-Nationalmannschaft der Vereinigten Staaten gelang es bisher nicht, sich für einen Cricket World Cup zu qualifizieren und die United States of America Cricket Association wurde aufgrund organisatorischer und finanzieller Gründe am 22. Juni 2017 vom ICC suspendiert. Am 24. September 2017 wurde die Gründung eines neuen Verbandes für das Cricket in den USA, USA Cricket, angekündigt, der seine Arbeit 2018 aufnahm. Im Januar 2019 wurde USA Cricket das 105. Mitglied des ICC. 2023 wurde die Major League Cricket, die höchste Cricketliga der USA, erstmals ausgetragen. Im November 2021 wurden die Vereinigten Staaten zusammen mit den West Indies zum Gastgeber des T20 World Cup 2024 ernannt, für die US-amerikanische Cricket-Nationalmannschaft war dies die erste Teilnahme an einem T20 World Cup überhaupt und ihnen gelang im zweiten Spiel ein aufsehenerregender Sieg über den haushohen Favoriten Pakistan im Super Over. Das Team erreichte die Super 8, womit es sich gleichzeitig die direkte Qualifikation zum T20 World Cup 2026 sicherte. In der Super 8 schieden die Vereinigten Staaten nach Niederlagen gegen Südafrika, die West Indies und England jedoch aus dem Turnier aus.

### Eishockey

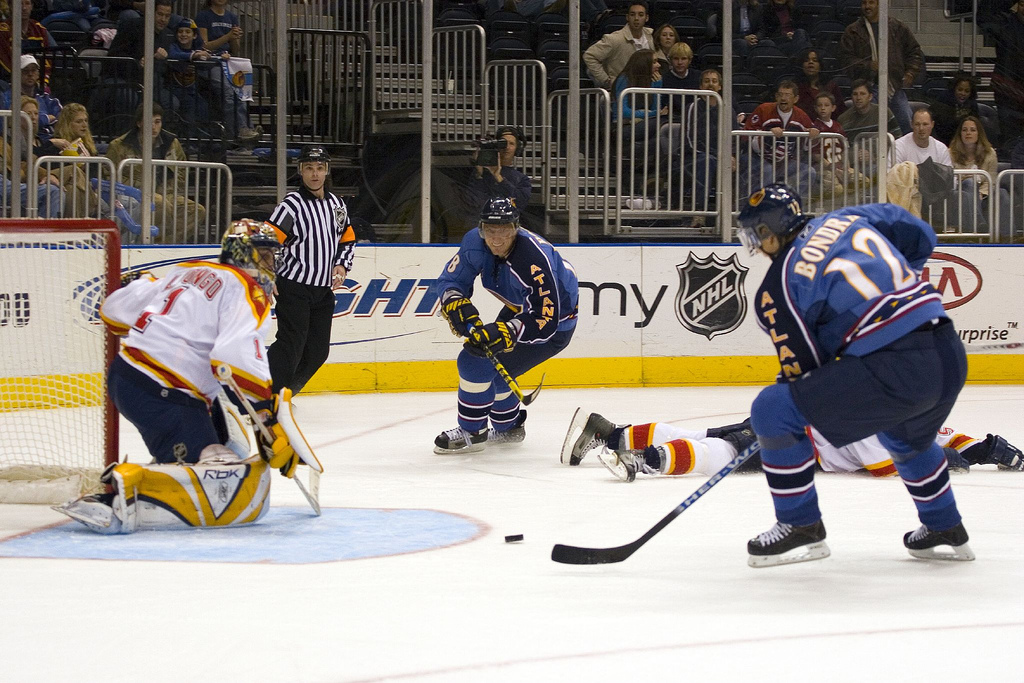
Eishockey in der NHL

Unter „Hockey“ verstehen Amerikaner in den USA und Kanada in der Regel Eishockey, das dort sehr populär ist. Mit Baseball, American Football und Basketball gehört es zu den beliebtesten Sportarten.
In der Profiliga National Hockey League (NHL) spielen sowohl amerikanische als auch kanadische Teams. Gespielt wird in zwei Conferences (Eastern und Western), sowie seit 2013 nur noch vier Divisions (Atlantic, Metropolitan, Central, Pacific). Im Laufe einer Saison spielen sämtliche Teams der Liga mehrmals gegeneinander, werden aber separat in ihrer eigenen Division gewertet, wenn es um den Einzug der besten 16 Teams in die Play-offs geht. Jeweils in K.-o.-Serien von bis zu sieben Spielen (Best of seven) wird der Gewinner des Stanley Cups ermittelt.
Traditionell kommen die Teams aus den nördlichen Bundesstaaten und Kanada. Zu ihnen gehören unter anderem die als „Original Six“ bezeichneten Toronto Maple Leafs, Montreal Canadiens, Boston Bruins, Chicago Blackhawks, Detroit Red Wings und die New York Rangers, wobei lediglich Toronto und Montreal Gründungsmitglieder der NHL von 1917 sind. Aber auch in den westlichen und südlichen Bundesstaaten, die man normalerweise nicht mit Eishockey assoziieren würde, finden sich Profiteams, zum Beispiel die Florida Panthers, die Nashville Predators oder die Arizona Coyotes.
Durch die Weigerung der Spielergewerkschaft National Hockey League Players’ Association (NHLPA) die von der Liga geforderte Limitierung der Spielergehälter („salary cap“) zu akzeptieren, ist es in der Saison 2004/05 zu Streik und Aussperrungen gekommen, so dass schließlich die gesamte Saison abgesagt werden musste.

Logo der Major League Soccer, der bedeutendsten Fußballliga in den USA

### Fußball
Was man im Deutschen als Fußball oder in Großbritannien als Football bezeichnet, wird in den USA „Association Football“ (englisch für: „Verbandsfußball“) oder kurz „Soccer“ genannt. Fußball war in den 1970er Jahren noch nicht weit verbreitet, als die North American Soccer League (NASL) internationale Stars wie Pelé, Franz Beckenbauer und Gerd Müller in die Vereinigten Staaten holte. Die NASL blieb nicht bestehen; dennoch blieb sie nicht ohne Auswirkungen, denn der Sport wurde in Amerika immer beliebter, vor allem unter jungen Leuten. 1990 war Fußball zur High-School- und College-Sportart mit dem größten Zulauf angewachsen. Das wachsende Interesse der Amerikaner am Fußball erhielt durch die Weltmeisterschaft von 1994, die in den USA ausgetragen wurde, weiteren Aufschwung und führte zur Einrichtung einer neuen Profi-Fußballliga, der Major League Soccer (MLS). Diese Liga, ursprünglich aus zehn Mannschaften bestehend, bestritt ihre erste Saison 1996. Weder die NASL, noch die Weltmeisterschaft oder die MLS wäre ohne den Gründer der American Football League (AFL), Erfinder des Super Bowls, Besitzer der Kansas City Chiefs, den Gründer der Chicago Bulls und Tennisfunktionär Lamar Hunt möglich gewesen. Dem Namensgeber des US Pokalwettbewerbs gehörten auch drei MLS-Teams in Kansas City, Dallas und Columbus. Auf ihn geht das bereits in der AFL bewährte Konzept der zentralen Gewinnteilung der MLS zurück.
Auf internationaler Ebene fand die US-amerikanische Nationalmannschaft durch den Einzug in das Viertelfinale bei der Fußball-Weltmeisterschaft 2002 viel Aufmerksamkeit, aber auch wegen der Teilnahme am Halbfinale der Copa América 2016, welche auch in den USA ausgetragen wurde.
Die US-amerikanische Frauennationalmannschaft ist besonders erfolgreich. Neben vier olympischen Goldmedaillen 1996, 2004, 2008 und 2012 gewann sie die im Jahr 1991 zum ersten Mal ausgetragene Weltmeisterschaft und wurde 1999, 2015 sowie 2019 erneut Weltmeister. Mit dem viermalig erlangten Weltmeistertitel ist die Frauennationalmannschaft der Vereinigten Staaten internationaler Rekordmeister (Stand: 2024). Die zweite Weltmeisterschaft 1999 war dabei im Zuge der sogenannten Pony Tail Diplomacy (deutsch: Diplomatie der Roßschwanzzöpfe), mit denen der Betrachter eine bestimmte Schichtzugehörigkeit, Hautfarbe, sexuelle Orientierung und einen bestimmten Bildungsgrad identifiziert, dermaßen populär im heimischen Austragungsland, dass mit der Women’s United Soccer Association kurzfristig sogar eine Damen-Profiliga bestand.

### NASCAR

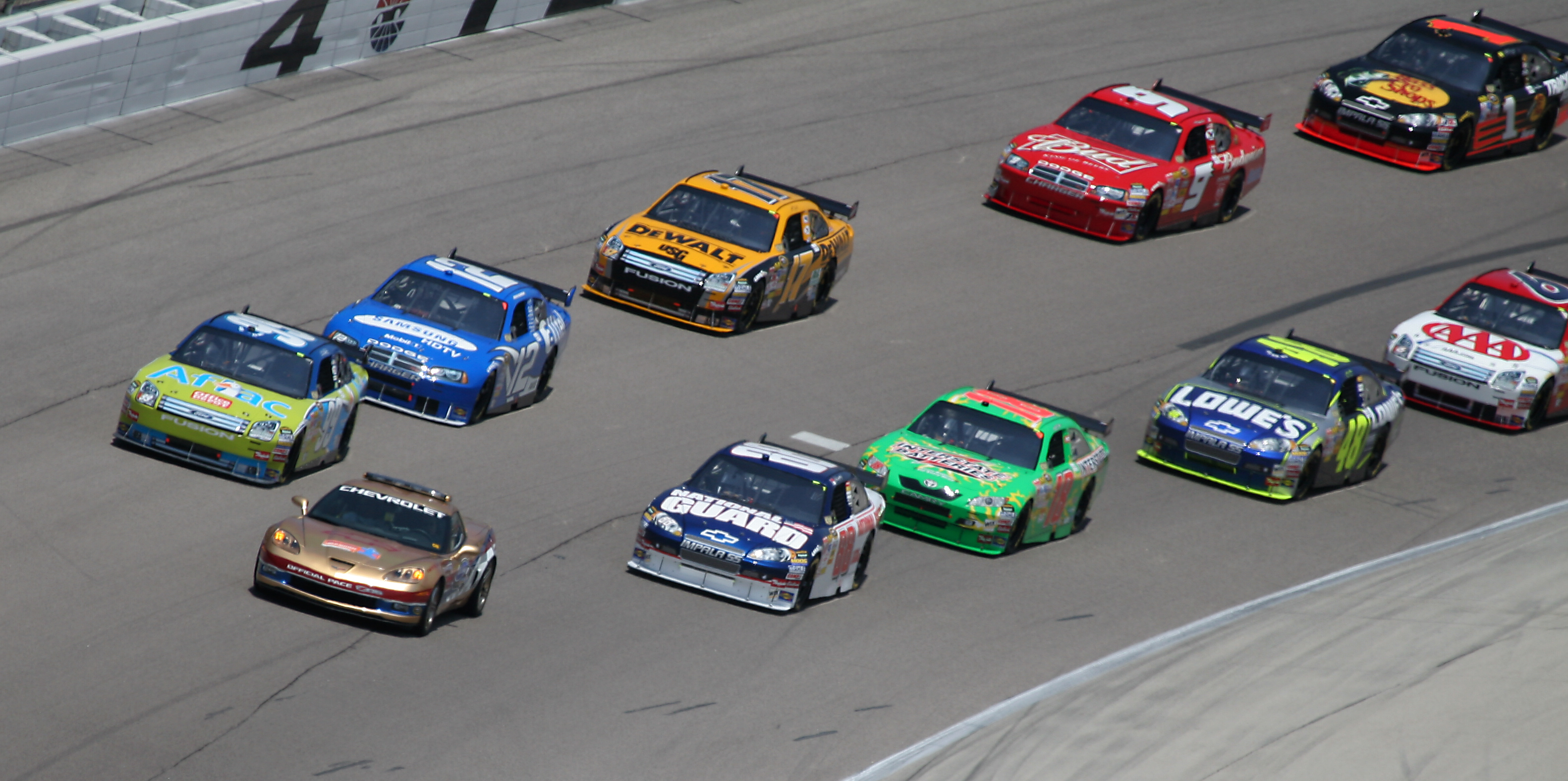
NASCAR-Rennen auf dem Texas Motor Speedway 2008

Die beliebteste Motorsportserie der USA ist die NASCAR-Serie. Die Abkürzung NASCAR steht für National Association for Stock Car Auto Racing. Die Fahrzeuge sind Stock-Cars, genormt auf ca. 1,5 Tonnen und bis zu 850 PS stark. Es finden fast alle Rennen in Ovalkursen innerhalb der Vereinigten Staaten statt und das Fahrerfeld bietet 43 Startplätze. Diese Eckpunkte alleine machen die NASCAR-Serien in Ablauf und Taktik unvergleichbar mit den meisten europäischen Rennveranstaltungen. Die NASCAR unterhält 11 dauerhafte Serien und veranstaltet darüber hinaus Einzel-Events. Zu den höchsten Rennklassen zählt zunächst der Sprint Cup, anschließend die Nationwide Series und zuletzt die Camping World Truck Series. Sitz des Verbandes ist Daytona Beach, Florida. Hier findet auch das prestigeträchtigste Rennen der Saison statt, das Daytona 500.
Erwähnenswert ist, dass alle Autos auf demselben technischen Stand sind. Somit ist nicht die Leistung der Ingenieure, wie in der Formel 1 von Bedeutung, sondern die Leistung des Fahrers. Daher werden die Fahrer teilweise wie Superstars bewundert. Gerade die Serien der NASCAR erfreuen sich in Europa an immer mehr Beliebtheit. Das liegt unter anderem daran, dass die NASCAR immer internationaler wird. Der ehemalige kolumbianische Formel-1-Fahrer Juan Pablo Montoya war im Sprint Cup unterwegs.
Zur Unterstützung der Chancengleichheit erhält sogar der Letztplatzierte 34 Punkte. Außerdem gibt es Bonuspunkte für Führungsrunden. Maximal kann ein Fahrer in einem Rennen 195 Punkte erhalten. In den letzten 10 der 36 Rennen findet dann der Chase for the Sprint Cup statt. Dieses Playoff-System ermittelt dann den Sieger des Cups. Zu Beginn bekommen die bis dahin zwölf Bestplatzierten 5000 Punkte. Damit die Fahrer, die nicht im Chase fahren, trotzdem ihr Bestes geben, locken hohe Platzierungen mit hohen Preisgeldern.

### Pferderennen
Das Pferderennen hat eine lange Tradition in den USA. Besonders im kolonialen und Antebellum-Süden wurde es bis zur Perfektion kultiviert. Insbesondere unter den Pflanzern Virginias galt das Pferd als elementarstes Statussymbol. Um schon aus großer Entfernung an einer Staubwolke wahrgenommen zu werden, entwickelten sie auch eine eigentümliche Art des Reitens, die sich durch ihre Schärfe auszeichnete. Herausforderungsrennen über die Viertelmeile (Quarter horse race) mit absurd hohen Einsätzen und mit zunehmender Reglementierung im Lauf der Zeit gehörten zu den beliebtesten Zeitvertreiben jener Kolonialisten. Dabei wurden die unbeliebten Pflichten der Pferdewirtschaft in der zweiten Hälfte des 18. Jahrhunderts an schwarze Sklaven übergeben, die sich ihre Stellung zu Nutzen machten und als Pfleger, Züchter und Jockeys großes Renommée erlangten. Zu Beginn des 19. Jahrhunderts war die überwiegende Mehrheit der Südstaaten-Jockeys schwarz.
Nach der Legalisierung des Pferderennens 1821 in New York erwarb ein Hengst namens Eclipse großen Ruhm. Freunde des Sports im Norden riefen ihn als größtes Rennpferd aus. Colonel William Ransom Johnson aus Virginia forderte Eclipse daraufhin zu einem Rennen gegen den jüngeren und leichteren Südstaaten-Hengst Sir Henry heraus, einen Enkel des britischen Rennpferdes und Meisters Diomed, ebenso wie Eclipse selbst. „Das große Wettrennen“ (The Great Match Race) fand am 27. Mai 1823 vor New York um ein Preisgeld von 40.000 Dollar statt. Das Meilenoval war viermal zu umrunden und der Gewinner hatte in zwei von drei Rennen, unterbrochen von halbstündigen Pausen, zu obsiegen.
Die New York Stock Exchange hatte für dieses erste Sport-Event der Moderne geschlossen und 60.000 Zuschauer den Weg zum Union Course acht Meilen vor New York City, das damals eine Bevölkerung von 120.000 hatte, gefunden. Sir Henry gewann das erste Rennen in 7:37'5. Eclipse’ junger Jockey hatte das Pferd schwer geschunden (Schnitte an Bein und Hoden) und wurde durch den regulären Jockey Samuel Purdy ausgetauscht, den man mit 49 ursprünglich für zu alt für das Rennen gehalten hatte. Mit ihm gewann Eclipse die nächsten beiden Rennen mit 7:49 und 8:24. Keines der Pferde war je so weit geritten und in allen drei Rennen zusammengenommen hatte Eclipse mit nicht mehr als einer Länge gewonnen. Das große Wettrennen war ein spielerisches Kräftemessen zwischen Nord- und Südstaaten, das fortan jährlich ausgetragen wurde und das eine erste Vorahnung der sich verschärfenden politischen Konflikte zwischen beiden amerikanischen Kulturen lieferte.

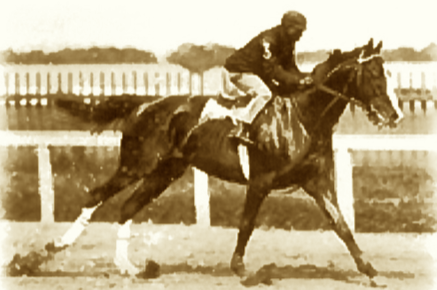
Jockey Oliver Lewis auf Aristides im ersten Kentucky Derby

Während sich in der Mitte des 19. Jahrhunderts in den urbanen Ballungsgebieten des Nordens Trabrennen als beliebtester Zuschauersport etablierte, blieb der Süden ein Zentrum des Reitsports und der Pferdewirtschaft und schwarze Sklaven behielten ihren ungewöhnlichen Status darin. Als 1875 das Kentucky Derby gegründet wurde, war der Sieg eines schwarzen Jockeys nahezu vorbestimmt: 14 von 15 Startern waren schwarz und die ersten 28 Rennen wurden 15-mal von Schwarzen gewonnen. Einer der besten Jockeys aller Zeiten war Isaac Murphy, geboren 1861 als Sklave in Kentucky. Sein Vater hatte sich den Unionstruppen angeschlossen und war kurz nach dem Ende des Bürgerkrieges verstorben. Murphy nahm deshalb im Alter von 12 Jahren eine Arbeit in einem Stall an. Als 15-Jähriger gewann er sein erstes Rennen, das er vollständig mit der Hand geritten hatte – also ohne Peitsche. 1884 gewann er die damalige Triple Crown, die drei wichtigsten Rennen innerhalb eines Jahres: Kentucky Oaks, Kentucky Derby und die Clarks Stakes. Darüber hinaus war er der Erste, der das Kentucky Derby dreimal gewinnen sollte, davon zweimal in Folge. Er verdiente 10.000 Dollar pro Jahr, was ihn zu einem der reichsten schwarzen Männer der Vereinigten Staaten machte.
Die schwarze Bevölkerung des Südens war zwischen 1880 und der Jahrhundertwende in urbane Ballungsräume wie Chicago, Philadelphia, Washington, D.C. und New York City migriert, was die Nordstaaten erstmals massiv mit der Realität des gesellschaftlichen Zusammenlebens mit Afroamerikanern konfrontierte. Die Nordstaatler reagierten, wie auch die Südstaatler reagiert hatten: Mit de iure- und de facto-Methoden der Abgrenzung ihrer weißen Gesellschaft. Nur acht Jahre nach seiner Verabschiedung wurde der Civil Rights Act of 1875 als verfassungswidrig zurückgenommen. Das bekamen auch schwarze Jockeys zu spüren. Die Pferdewirtschaft hatte sich in den Nordosten des Landes verlagert und Jim Crow als Folge der Reconstruction seinen Kopf im Norden wie im Süden erhoben. 1894 etablierte sich der National Jockey Club, der bald alle Aspekte des Pferderennens kontrollierte und Lizenzen an Jockeys vergab. Diese wurden Schwarzen immer häufiger vorenthalten und aufgrund von körperlichen Attacken weißer Jockeys während des Rennens fürchteten auch Pferdebesitzer den Einsatz schwarzer Jockeys, deren Zeit damit vorbei war und die – wie im „Hey Ya!“-Video von OutKast ironisiert – lediglich als lawn jockeys, Statuen für den Vorgarten, überdauerten. Mitte der 1970er Jahre, einhundert Jahre nach der Gründung des Kentucky Derbys, waren weniger als 1 % der Jockeys schwarz.
Beim Reitsport auf Hochschulebene gibt es keine Pferderennen. Reitsport wurde von der NCAA 2002 zu einem Entwicklungssport der Damen erklärt. Die Wettkämpfe werden von der NCAA-Tochter National Collegiate Equestrian Association organisiert und finden zwischen September und November sowie Januar und März statt mit Playoffs im Anschluss. Teams von fünf Reitern treten dabei auf fünf ausgelosten und vom Heimteam gestellten Pferden in vier Disziplinen an: Im Westernreiten in Reining und Horsemanship sowie im englischen Jagdsattel in Dressurreiten und Springreiten. Die jeweils höchste Wertung pro Pferd bringt einen Punkt ein. 2017/18 traten 1381 Reiterinnen für 45 Hochschulen an, während 14 Herren für sechs Teams der Division III ritten.

### Rugby Union

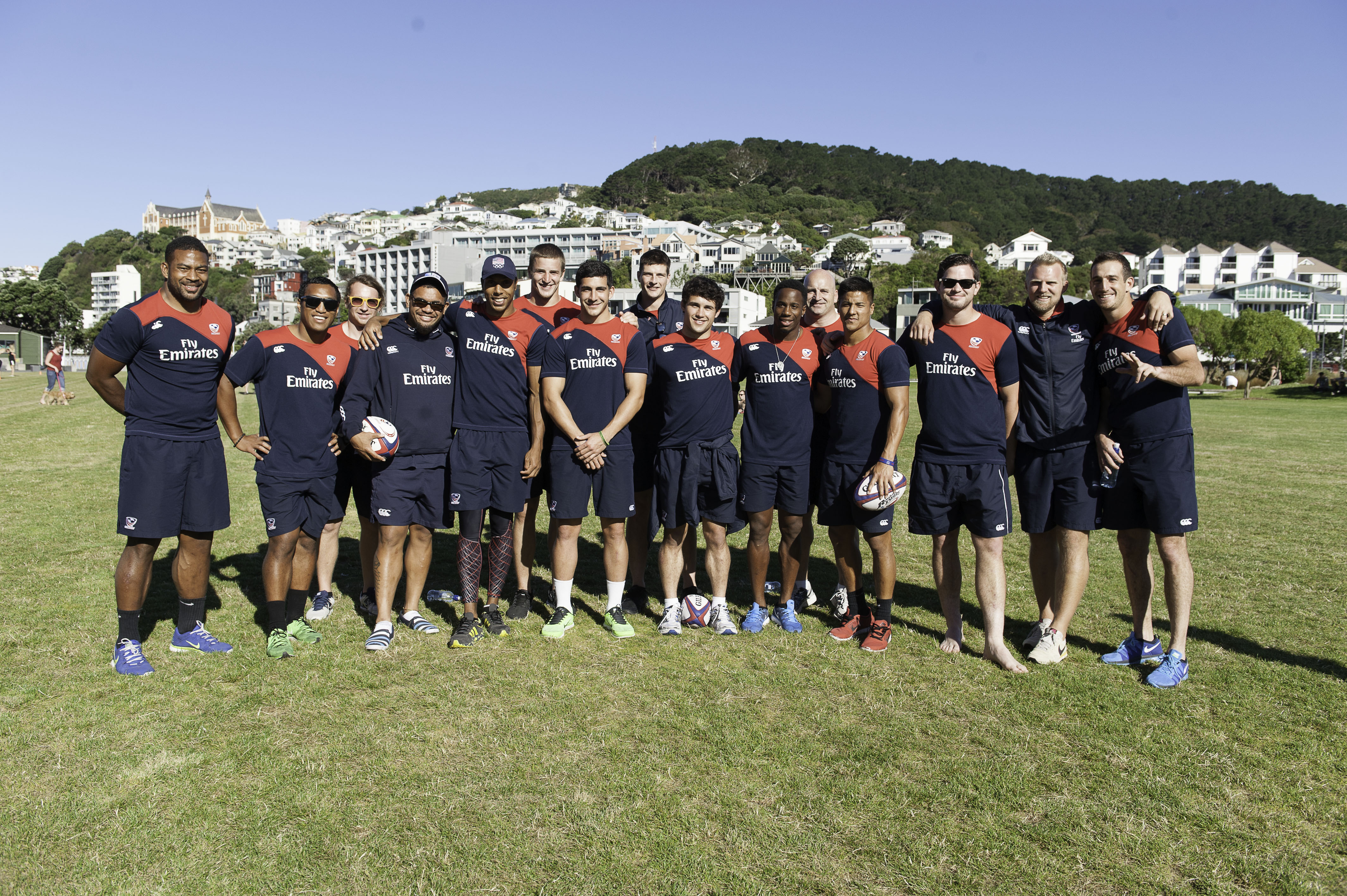
Siebener-Rugby-Nationalmannschaft der USA, 2014

Rugby Union gilt mit mehr als 115.000 registrierten Spielern und weiteren 1,2 Millionen Teilnehmern als schnellwachsende Sportart in den Vereinigten Staaten. Die Männer-Nationalmannschaft nahm an acht der zehn bisherigen Rugby-Union-Weltmeisterschaften teil und verpassten die Weltmeisterschaft 1995 in Südafrika sowie die Weltmeisterschaft 2023 in Frankreich. Die USA gelten als die zweitbeste Mannschaft des amerikanischen Doppelkontinents nach Argentinien. 2018 wurde die Major League Rugby gegründet, die höchste Rugbyliga der USA. Die Vereinigten Staaten sollen Gastgeber der Weltmeisterschaft 2031 und der Frauen-Weltmeisterschaft 2033 sein. Noch erfolgreicher sind die Vereinigten Staaten im Frauenrugby und gehören zu den weltweit besten Nationen. Die Frauen-Nationalmannschaft nahm an allen Frauen-Weltmeisterschaften teil und gewann bei der ersten 1991 ihren ersten Titel.

### Skifahren
Bereits die amerikanischen Ureinwohner benutzten Schneeschuhe. Die Verwendung von Holzbrettern zur Fortbewegung und zur Jagd geht allerdings ab der Mitte des 19. Jahrhunderts auf skandinavische Einwanderer wie den gebürtigen norwegischen Postboten „Snowshoe“ Thompson zurück. Die frühen Skifahrer, meist Postboten und Goldgräber, nutzten 3,5-Meter-Ski aus Hickory-Holz zur Fortbewegung in den unwegsamen Bergen. Das erste überlieferte Abfahrtsrennen auf amerikanischem Boden wurde 1861 in Onion Valley in der Sierra Nevada ausgerichtet. In den 1880er Jahren dehnte sich der Bergbau von Kalifornien bis zu den Silberfeldern von Colorado aus und damit auch die Postzustellung. Zur selben Zeit fand 1879 die erste serielle Fertigung von Skiern in Minnesota und 1882 die Gründung des ersten Clubs für Skifahren zur Freizeitgestaltung in New Hampshire statt. Unmittelbar vor der Jahrhundertwende etablierte sich Skifahren zur Erholung mehr und mehr. Der nationale Ski-Verband U.S. Ski & Snowboard wurde 1905 als National Ski Association of America in Michigan gegründet. Einen vorläufigen Höhepunkt erfuhr das Vorkriegs-Skifahren in den Vereinigten Staaten durch den Ski-Boom der 1930er Jahre in Verbindung mit der Einführung des Sessellifts Mitte der Dekade.

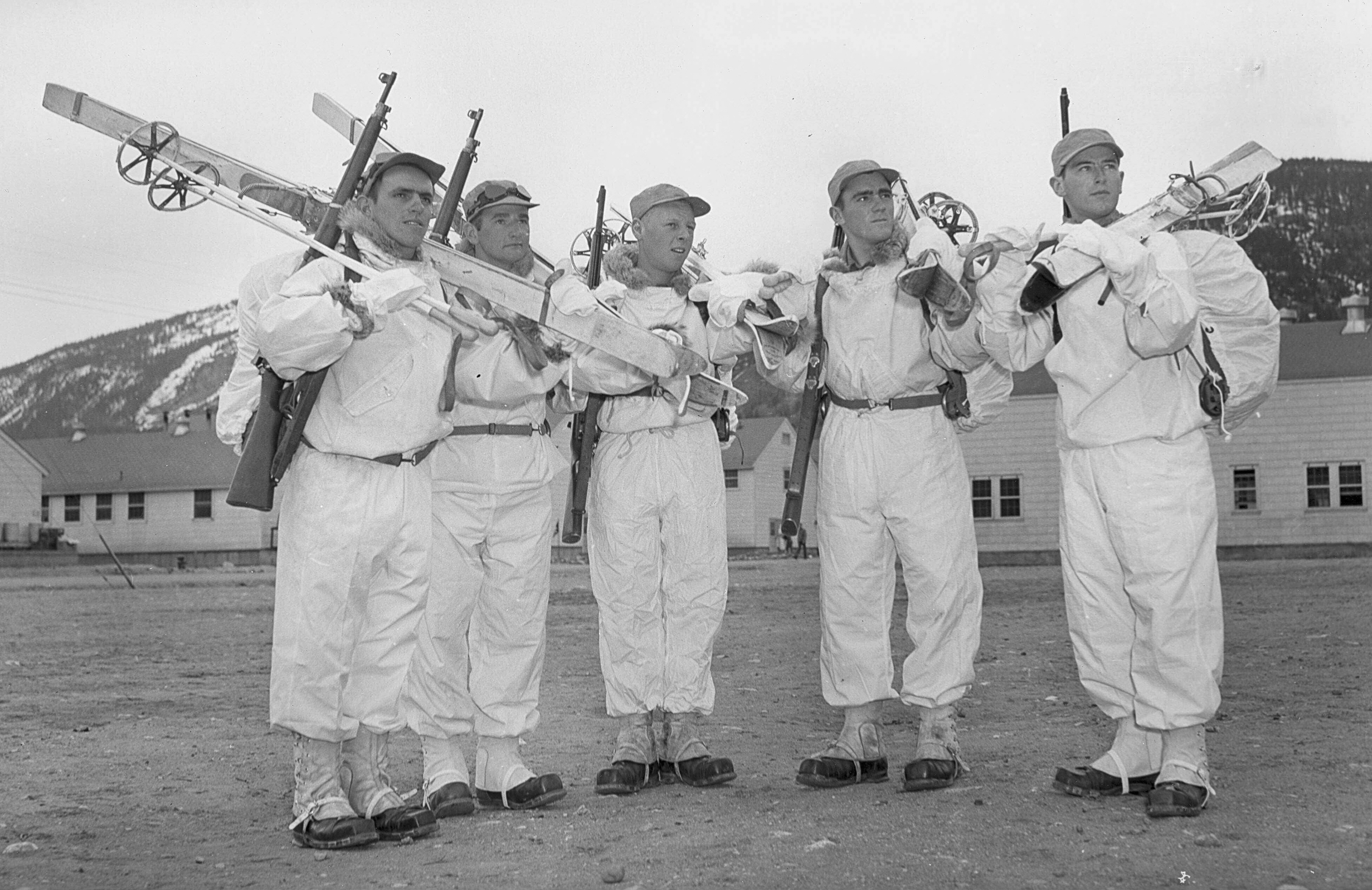
Mitglieder der 10th Light Infantry Division (Alpine) beim Gebirgstraining in Camp Hale, Colorado

Der Gründer der Hilfsorganisation National Ski Patrol, Charles Minot Dole, erkannte am Beispiel der finnischen Verteidigungstaktik, die der Roten Armee im Winterkrieg zwischen Sowjetunion und Finnland 1939/40 größte Verluste beigebracht hatte, den großen Nutzen einer Armeeeinheit auf Skiern. Wenige Wochen vor dem Angriff auf Pearl Harbor erlaubte das Verteidigungsministerium endlich die Gründung der 10th Mountain Division, zunächst unter anderem Namen. Der auffallend internationalen Einheit gehörten u. a. die Österreicher Friedl Pfeifer, zwei Söhne der Trapp-Familie, die US-Meister Toni Matt und Gordon Wren, der Schweizer Meister Walter Prager, der norwegische Skispringer Torger Tokle, der olympische Feldhockeyspieler Bill Boddington und der spätere US-Senator und Präsidentschaftskandidat Bob Dole, der im Einsatz eine Niere und die Funktion des rechten Armes verlieren sollte, sowie der spätere NFL-Coach Don Coryell und Leichtathletik-Coach und Nike-Gründer Bill Bowerman an.
Der Kriegseinsatz der 10. Gebirgsdivision begann im Januar 1945 im Italienfeldzug. Der bemerkenswerteste Einsatz fand dabei in der Nacht zum 19. Februar statt: 800 Männer des 86. Bataillons überraschten die Deutschen, indem sie einen 500 m hohen Steilhang überwanden und unbemerkt in die deutschen Stellungen vordringen konnten. Trotz erbitterten Widerstandes der Deutschen hielten sie die Position und ermöglichten innerhalb einer Woche die Einnahme der bisher mehrmals erfolglos angegriffenen Linie zwischen dem Monte Belvedere und dem Monte della Torraccia im nördlichen Apennin. Nachschub und Abtransport der Verwundeten fand mit Hilfe von Eseln und einer Seilbahn statt. Die Division stieß im Anschluss in die Poebene vor und überquerte den Gardasee. Ihr wird die Neutralisation von fünf feindlichen Divisionen zugeschrieben und ihr Vorstoß war so schnell, dass im eingenommenen Hauptquartier der 90. Panzerdivision eine noch angebissene Stulle vorgefunden wurde. Der Preis dafür war jedoch hoch: Die 10. Gebirgsdivision verzeichnete in 114 Kampftagen 975 Tote und 3871 Verwundete.
Das Erbe der 10. nach Ende des Zweiten Weltkriegs war ihr immenser Einfluss auf die Skikultur des Landes, die Lawinenforschung, technische Weiterentwicklungen und wirtschaftliche Erschließungen. Fünf ihrer Mitglieder waren 1948 im olympischen US-Ski-Team und ein sechstes ihr Coach. Robert Heron, der zivile Entwickler der o.a. Seilbahn der Riva-Höhenzugs-Kampagne, entwickelte später Sessellifts. Und Gründung oder Aufbau von beinahe 60 Ski-Resorts gehen auf Mitglieder der 10. Gebirgsdivision zurück, darunter Aspen, Steamboat Springs und Vail in Colorado, Waterville Valley in New Hampshire und Mount Bachelor in Oregon. Mit der Ausrichtung der alpinen Weltmeisterschaften 1950 in Aspen etablierte sich der Skisport endgültig in den Vereinigten Staaten.
An Hochschulen, insbesondere in Neuengland, war bereits vor dem Krieg Ski gefahren worden. Meisterschaften gibt es bei der NCAA aber erst seit 1954. Sie werden heute in den Disziplinen Slalom, Riesenslalom, Klassischer Langlauf und Freier Langlauf-Stil im Team nach Geschlechtern getrennt ausgetragen. Das heißt, dass jenes College, das Ski-Meister wird, acht Wettkämpfe zu bestreiten hatte. Angetreten wird in drei dem Skisport vorbehaltenen Conferences. Neben der NCAA organisiert auch die United States Collegiate Ski and Snowboard Association Wettbewerbe für Hochschulen.
Durch das reiche Erbe ihrer Landschaft und ihrer Einwanderer sind die USA eine wahre Skifahrer-Nation. Nicht nur Kunstschnee und Snowboarding sind US-amerikanische Erfindungen, der Alpine Ski-Weltcup ist ebenfalls ein Gemeinschaftswerk des Journalisten Serge Lang mit den Nationalcoaches Frankreichs und der USA. Skiweltcupveranstaltungen des alpinen Skisports finden deshalb auch in den zahlreichen Skigebieten der Rocky Mountains wie Beaver Creek oder Park City statt.
Bekannte Skiläufer sind Ted Ligety, Julia Mancuso, Mikaela Shiffrin oder Bode Miller, der bei den Olympischen Winterspielen 2002 in Salt Lake City zwei Silbermedaillen in Kombination und Riesenslalom und bei den Olympischen Winterspielen 2010 in Vancouver Gold in der Super-Kombination, Silber im Super-G und Bronze in der Abfahrt gewann. Außerdem errang er zwischen 2003 und 2005 vier Weltmeistertitel.
Bei den Damen ist Lindsey Vonn am erfolgreichsten. Sie gewann bei den Olympischen Winterspielen 2010 die Goldmedaille in der Abfahrt und Bronze im Super-G. In diesen Disziplinen erwarb sie auch jeweils Gold und Silber bei Weltmeisterschaften. Bis dato holte sie sich 82 Weltcupsiege und errang 2008, 2009, 2010 und 2012 jeweils den Gesamtweltcup.

### Tennis

Ora Washington im Jahr 1939

In den 1870er Jahren brachte Mary Outerbridge den Tennissport in die Vereinigten Staaten. Sie hatte bei einem Urlaub auf Bermuda britische Offiziere beim Spiel beobachtet und stellte es in ihrem Staten Island Cricket and Baseball Club in New York vor. Wohlhabende Amerikaner fanden damals Gefallen daran, Gebaren und Zeitvertreib der britischen Aristokratie zu imitieren und so verbreitete sich Tennis schnell in den USA. Zunächst spielte man sich den Ball nur zu, weswegen der Sport auch als geeignet für Frauen angesehen wurde (die anfänglich noch in Korsetten spielten), doch bald wurde der Sport ehrgeiziger gespielt. Aus diesem Grund wurde 1881 die United States National Lawn Tennis Association (USNLTA) gegründet, die spätere USLTA und heutige United States Tennis Association (USTA). Die USNLTA veranstaltete die erste nationale Meisterschaft der Herren zunächst in Newport, Rhode Island, dem Sommersitz der Superreichen, und ergänzte das Turnier 1888 um einen Damenwettbewerb, vier Jahre nach Wimbledon. Bis 1902 spielten die Damen über drei Gewinnsätze, danach wurde der Best-of-Three-Modus mit zwei Gewinnsätzen eingeführt.
Afroamerikaner begannen an der Tuskegee University in den 1890er Jahren Tennis auf College-Ebene zu spielen. 1916 formierte sich die American Tennis Association, die 1926 formell gegründet wurde. Die Gründung eines afrikanisch-amerikanischen Verbandes war nötig, da im US-Tennis ein Gentlemen’s Agreement über den Ausschluss afroamerikanischer Sportler bei Wettbewerben und in Tennis-Clubs galt oder wenigstens ein extrem starkes Klassenbewusstsein. Die weiße Meisterin Helen Wills lehnte Herausforderungen durch die achtfache ATA-Meisterin Ora Washington jedenfalls mit dem Verweis auf deren Hautfarbe ab. Erst in den 1950er Jahren trat Althea Gibson nach langjähriger Lobbyarbeit der ATA und weißer Tennisprominenz unter großem Widerstand der USLTA bei USLTA-Turnieren an und gewann in der Mitte der Dekade den Titel der US Open. Wegen ungleicher Preisgelder für Männer und Frauen gründete Billie Jean King 1973 einen weiteren unabhängigen Verband, die Women’s Tennis Association (WTA).
Die USA können bedenkenlos als Tennis-Nation bezeichnet werden. Die US Open sind eines von vier Grand-Slam-Turnieren, die Vereinigten Staaten sind Rekordsieger der Nationen-Wettkämpfe Davis Cup, Hopman Cup und Billie Jean King Cup und amerikanische Spieler und Spielerinnen errangen bislang die meisten Einzeltitel in Wimbledon und bei den US Open.

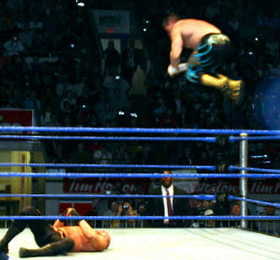
„Frog Splash“ im Wrestling

### Wrestling
Eine weitere Sportart in den USA ist das Wrestling. Die bekannteste Liga in den USA ist das World Wrestling Entertainment. Besonders beliebt wurde das Wrestling Ende der 1980er Jahre. Insbesondere interessieren sich eher junge Leute dafür. In der WWE gibt es zwei Hauptkader, RAW und Smack Down. Bei Großveranstaltungen, den sogenannten Pay-per-View (z. B. Summerslam oder Survivor Series), treten die jeweiligen Wrestler der zwei Kader auch zusammen an. Eine der bekanntesten Hauptveranstaltungen der WWE ist WrestleMania. Die erste WM fand im Jahr 1985 statt.